# Seznam atentátů
Toto je seznam světových atentátů na významné osoby, s výčtem obětí a známých pachatelů v chronologickém pořadí od starověku po současnost.

## Starověk

### Starověk před Kristem
| Rok                   | Oběť                         | Postavení                           | Pachatel                                                       | Místo       | Popis            | Obrázek             |
| --------------------- | ---------------------------- | ----------------------------------- | -------------------------------------------------------------- | ----------- | ---------------- | ------------------- |
| 680 př. n. l.         | Sinacherib                   | Asyrský král                        |                                                                |             |                  |                     |
| 514 př. n. l.         | Hipparchos                   | Tyran aténský                       | Harmodios a Aristogeiton                                       | Atény       |                  |                     |
| 465 př. n. l.         | Xerxés I.                    | perský velkokrál                    | Artabanos                                                      |             |                  |                     |
| 423 př. n. l..        | Xerxés II.                   | perský velkokrál                    | Sogdianos                                                      |             |                  |                     |
| 404 př. n. l.         | Alkibiadés                   | aténský státník, řečník a vojevůdce |                                                                | Frýgie      |                  |                     |
| 336 př. n. l.         | Filip II. Makedonský         | Makedonský král                     | Pausanias                                                      | Aigai       |                  | Filip II.           |
| 281 př. n. l.         | Seleukos I. Níkátór          | diadoch Alexandra Velikého          | Ptolemaios Keraunos                                            | Lysimachia  |                  | Seleukos I. Níkátór |
| 227 př. n. l.         | Čchin Š’-chuang-ti           | král státu Čchin, Čínský císař      | Jing Ke                                                        |             |                  | Čchin Š’-chuang-ti  |
| 221 př. n. l.         | Hasdrubal Sličný             | kartaginský vojevůdce               | Cartagena (keltský žoldnéř)                                    |             |                  |                     |
| 185 př. n. l.         | Brhadratha                   | panovník Maurjovská říše            | Pušjamitra Šunga                                               | Patáliputra |                  |                     |
| 133 př. n. l.         | Tiberius Sempronius Gracchus | římský tribun lidu                  | Publius Cornelius Scipio Nasica Serapio                        | Řím         | Bratři Gracchové |                     |
| 139 př. n. l.         | Viriathus                    | Lusitánský povstalecký vůdce        |                                                                |             |                  |                     |
| 91 př. n. l.          | Marcus Livius Drusus         | římský tribun lidu                  |                                                                | Řím         |                  |                     |
| 72 př. n. l.          | Quintus Sertorius            | Vůdce Lusitánie                     | Marcus Perperna                                                | Huesca      |                  |                     |
| 28. září 48 př. n. l. | Pompeius                     | římský vojevůdce                    | Achillas, Lucius Septimius a Salvius                           | loď na Nilu |                  |                     |
| 44 př. n. l.          | Gaius Iulius Caesar          | Římský diktátor                     | Marcus Iunius Brutus, Gaius Cassius Longinus a další spiklenci | Řím         |                  | Gaius Iulius Caesar |
| 41 př. n. l.          | Arsinoé IV.                  | faraon                              | Marcus Antonius                                                | Efez        |                  |                     |

### Starověk po Kristu
| Rok | Oběť               | Postavení                     | Pachatel                                      | Místo                    | Popis | Obrázek     |
| --- | ------------------ | ----------------------------- | --------------------------------------------- | ------------------------ | ----- | ----------- |
| 41  | Caligula           | Římský císař                  | Cassius Chaerea                               | Řím                      |       | Caligula    |
| 96  | Domitianus         | Římský císař                  | Flavius Stephanus                             | Řím                      |       | Domitianus  |
| 192 | Commodus           | Římský císař                  | Narcissus                                     | Řím                      |       | Commodus    |
| 217 | Caracalla          | Římský císař                  | Iulius Martialis                              | Harran                   |       | Caracalla   |
| 268 | Gallienus          | Římský císař                  | Claudius Gothicus, Aureolus a další spiklenci | Milán                    |       | Gallienus   |
| 275 | Aurelianus         | Římský císař                  |                                               | Caenophrurium u Byzance  |       | Aurelianus  |
| 454 | Aetius             | západořímský Magister militum | Valentinianus III.                            | Řím                      |       |             |
| 455 | Valentinianus III. | západořímský císař            |                                               | Řím                      |       |             |
| 456 | Ankó               | Japonský císař                |                                               |                          |       |             |
| 493 | Odoaker            | Král Itálie                   | Theodorich Veliký                             | Ravenna                  |       |             |
| 535 | Amalaswintha       | Ostrogótská královna          | Theodahad (osoba v pozadí)                    | Martana v jezeře Bolsena |       | Amalasuntha |
| 592 | Sušun              | Japonský císař                | dvořan                                        |                          |       |             |

## Středověk

### Od 6. do 12. století
| Rok  | Oběť                     | Postavení                                | Pachatel                                                                       | Místo          | Popis                                 | Obrázek                  |
| ---- | ------------------------ | ---------------------------------------- | ------------------------------------------------------------------------------ | -------------- | ------------------------------------- | ------------------------ |
| 644  | Umar ibn al-Chattáb      | 2. chalífa                               | Piruz Nahavandi                                                                | Mekka          |                                       |                          |
| 656  | Uthmán ibn Affán         | 3. chalífa                               |                                                                                | Medína         |                                       |                          |
| 661  | Alí ibn Abí Tálib        | 4. chalífa, 1. ší'itský imám             |                                                                                |                | Rozdělení muslimů na sunnity a ší'ity |                          |
| 797  | Konstantin VI.           | Východořímský císař                      |                                                                                | Konstantinopol |                                       |                          |
| 921  | Svatá Ludmila            | žena knížete Bořivoje                    | tři Vikingové, Tunna a Gommon                                                  | hradiště Tetín |                                       | Svatá Ludmila            |
| 935  | Svatý Václav             | český kníže                              | Tira, Česta a Hněvsa                                                           | Stará Boleslav |                                       | Svatý Václav             |
| 946  | Edmund I.                | anglický král                            | Leofa                                                                          | Pucklechurch   |                                       | Edmund I.                |
| 969  | Nikeforos II.            | Východořímský císař                      | Jan I. Tzimiskes                                                               | Konstantinopol |                                       |                          |
| 978  | Eduard II. Mučedník      | anglický král                            |                                                                                | Wareham        |                                       |                          |
| 1035 | Jaromír                  | český kníže                              | Kochan                                                                         |                |                                       |                          |
| 1040 | Duncan I.                | skotský král                             | Macbeth I.                                                                     | Elgin          |                                       |                          |
| 1086 | Knut IV. Dánský          | dánský král                              |                                                                                | Odense         |                                       |                          |
| 1098 | Thoros                   | Vládce Edessy                            | Balduin I. Jeruzalémský                                                        | Edessa         |                                       |                          |
| 1100 | Břetislav II.            | český kníže                              | Lork                                                                           | Zbečno         |                                       |                          |
| 1136 | Harald IV. Norský        | norský král                              | Sigurd Slembe                                                                  | Bergen         |                                       |                          |
| 1146 | Imád ad-Dín Atabeg Zengí | sultán z Aleppa a Mosulu                 | Jarankeš                                                                       | Damašek        |                                       |                          |
| 1148 | Alfons Jordan z Toulouse | hrabě z Toulouse a markrabě provensálský | Raimond II. z Tripolisu                                                        |                |                                       |                          |
| 1170 | Tomáš Becket             | arcibiskup z Canterbury                  | Reginald Fitzurse, William de Tracy, Hugh de Morville a Richard Brito          | Canterbury     |                                       | Ermordung Thomas Beckets |
| 1172 | Vitale II. Michele       | 38. dóže benátský                        | Marco Casolo                                                                   | Benátky        |                                       |                          |
| 1183 | Alexios II. Komnenos     | Východořímský císař                      | Stephanos Hagiochristophorites, Konstantinus Tripsychos a Theodorus Dadibrenos |                |                                       |                          |
| 1192 | Konrád z Montferratu     | Jeruzalémský král                        |                                                                                | Týros          |                                       | Konrád z Montferratu     |

### Od 13. do 15. století
| Rok  | Oběť                           | Postavení                          | Pachatel                                 | Místo                        | Popis | Obrázek                     |
| ---- | ------------------------------ | ---------------------------------- | ---------------------------------------- | ---------------------------- | ----- | --------------------------- |
| 1204 | Alexios IV. Angelos            | Východořímský císař                |                                          |                              |       | Alexios IV. Angelos         |
| 1208 | Pierre de Castelnau            | Papežský legát                     | Raimond VI. z Toulouse                   | Saint-Gilles                 |       |                             |
| 1208 | Filip Švábský                  | římskoněmecký král                 | Ota VIII. z Wittelsbachu                 | Bamberk                      |       | Zavraždění Filipa Švábského |
| 1214 | Albert Jeruzalémský            | Patriarcha jeruzalémský            |                                          | Akko                         |       |                             |
| 1231 | Ludvík I. Bavorský (1173–1231) | vévoda bavorský a falckrabě rýnský |                                          | Kelheim                      |       | Vražda Ludvíka Bavorského   |
| 1249 | Fridrich II. Štaufský          | římskoněmecký císař                |                                          |                              |       | Fridrich II.                |
| 1250 | Turan Šáh                      | Ajjúbovský sultán                  | Bajbars, Faris ad-Din Aktay a další      | Fariskur                     |       |                             |
| 1250 | Erik IV. Dánský                | dánský král                        | Abel Dánský (strůjce)                    | Missunde                     |       |                             |
| 1306 | Václav III.                    | král český a polský                | Konrád z Botenštejna (údajně)            | Olomouc                      |       | Václav III.                 |
| 1308 | Albrecht I. Habsburský         | římskoněmecký král                 | Jan Habsburský                           | Königsfelden                 |       | Albrecht I. Habsburský      |
| 1363 | Simone Boccanegra              | Janovský dóže                      |                                          | Janov                        |       |                             |
| 1369 | Petr I. Kastilský              | král Kastilie a Leónu              | Jindřich II. Kastilský                   | Montiel                      |       | Jindřich vraždí Petra I.    |
| 1386 | Karel III. Neapolský           | neapolský král                     | Blažej Forgáč                            | Visegrád                     |       |                             |
| 1407 | Ludvík z Valois                | Vévoda orleánský                   | Raoulet d'Anquetonville                  | Rue Vieille-du-Temple, Paříž |       | Vražda Ludvíka Orleánského  |
| 1419 | Jan I. Burgundský              | Burgundský hrabě                   | Tanneguy du Chastel a Jean Louvet        | Most přes Yonne u Montereau  |       | Jan I. „Nebojácný“          |
| 1437 | Jakub I. Skotský               | Skotský král                       | Walter Stewart a další                   | Perth                        |       | Jakub I. Skotský            |
| 1478 | Giuliano I. de’ Medici         | regent Florencie                   | Francesco de Pazzi a Bernardo Baroncelli | Florencie                    |       |                             |

## Raný novověk

### 16. století
| Rok  | Oběť                                | Postavení                 | Pachatel                                            | Místo       | Popis | Obrázek                    |
| ---- | ----------------------------------- | ------------------------- | --------------------------------------------------- | ----------- | ----- | -------------------------- |
| 1541 | Francisco Pizarro                   | španělský conquistador    | Diego de Almagro                                    | Lima        |       | Francisco Pizarro          |
| 1544 | Manco Cápac II.                     | vládce Inků               |                                                     | Vilcabamba  |       |                            |
| 1567 | Jindřich Stuart, lord Darnley       | král manžel skotský       | James Hepburn (člověk v pozadí)                     | Edinburgh   |       | Henry Stuart, Lord Darnley |
| 1572 | Gaspard de Coligny, hrabě z Coligny | vůdce hugenotů ve Francii | skupina katolíků vedená jistým Charlesem Danowitzem | Paříž       |       |                            |
| 1584 | Vilém I. Oranžský                   | Kníže Oranžský            | Balthasar Gérard                                    | Delft       |       | Vilém I. Oranžský          |
| 1586 | Alžběta I.                          | Anglická královna         | Anthony Babington, John Ballard a další spiklenci   |             |       | Královna Alžběta           |
| 1588 | Jindřich I. de Guise                | Vévoda de Guise           |                                                     | Blois       |       |                            |
| 1589 | Jindřich III. Francouzský           | francouzský král          | Jacques Clément                                     | Saint-Cloud |       | Heinrich III.              |

### 17. století
| Rok  | Oběť                     | Postavení                                              | Pachatel           | Místo      | Popis                             | Obrázek                   |
| ---- | ------------------------ | ------------------------------------------------------ | ------------------ | ---------- | --------------------------------- | ------------------------- |
| 1605 | Jakub I. Stuart          | anglický král                                          | Guy Fawkes         | Londýn     | Spiknutí střelného prachu         | Spiknutí střelného prachu |
| 1610 | Jindřich IV. Francouzský | francouzský král                                       | François Ravaillac | Paříž      |                                   | Ermordung Heinrichs IV.   |
| 1628 | George Villiers          | 1. vévoda z Buckinghamu                                | John Felton        | Portsmouth |                                   | Portrét George Villierse  |
| 1634 | Albrecht z Valdštejna    | vrchní velitel císařské armády během třicetileté války | Walter Deveroux    | Cheb       | Atentát na Albrechta z Valdštejna | Zavraždění Valdštejna     |
| 1657 | Oliver Cromwell          | Lord protektor Anglie, Skotska a Irska                 | Miles Sindercombe  | Londýn     |                                   | Oliver Cromwell           |

### 18. století
| Rok  | Oběť                 | Postavení                | Pachatel                                                                             | Místo     | Popis                                              | Obrázek             |
| ---- | -------------------- | ------------------------ | ------------------------------------------------------------------------------------ | --------- | -------------------------------------------------- | ------------------- |
| 1757 | Ludvík XV.           | francouzský král         | Robert François Damiens                                                              | Paříž     | neúspěšný atentát                                  | Ludvík XV.          |
| 1762 | Petr III. Ruský      | Ruský car                | Alexej Grigorjevič Orlov                                                             | Petrohrad |                                                    | Car Petr III.       |
| 1792 | Gustav III. Švédský  | švédský král             | Johann Jakob Anckarström                                                             | Stockholm |                                                    | Gustav III. Švédský |
| 1793 | Jean Paul Marat      | francouzský revolucionář | Charlotta Cordayová                                                                  | Paříž     |                                                    | Marat ve vaně       |
| 1800 | Jean-Baptiste Kléber | francouzský generál      | Suleiman al-Halabi                                                                   | Káhira    |                                                    | Ermordung Klébers   |
| 1800 | Napoleon Bonaparte   |                          | Joseph Picot de Limoëlan, Pierre Robinault de Saint-Régeant a François-Joseph Carbon | Paříž     | Atentát na Napoleona Bonaparta (neúspěšný atentát) | Napoleon Bonaparte  |

## 19. století

### Do roku 1850
| Rok  | Oběť                    | Postavení                                              | Pachatel                                                | Místo        | Popis                    | Obrázek                                             |
| ---- | ----------------------- | ------------------------------------------------------ | ------------------------------------------------------- | ------------ | ------------------------ | --------------------------------------------------- |
| 1801 | Pavel I. Ruský          | Ruský car                                              | Platon Alexandrovič Zubov a Peter Ludwig von der Pahlen | Petrohrad    |                          | Car Pavel I.                                        |
| 1806 | Jean-Jacques Dessalines | haitský císař                                          | Henri Christophe (člověk v pozadí)                      | Pont-Rouge   |                          |                                                     |
| 1809 | Napoleon Bonaparte      | francouzský císař                                      | Friedrich Stapß                                         | Vídeň        | neúspěšný atentát        | Napoleon vyslýchá Stapsse                           |
| 1812 | Spencer Perceval        | britský premiér                                        | John Bellingham                                         | Londýn       |                          | Atentát na Spencera Percevala                       |
| 1828 | Šaka                    | král Zulů                                              | Dingane                                                 | KwaDukuza    |                          |                                                     |
| 1831 | Joannis Kapodistrias    | Řecký prezident                                        | Konstantinos a Georgios Mavromichalis                   | Nafplio      |                          | Ioannis Kapodistrias                                |
| 1832 | Ferdinand I. Dobrotivý  | rakouský následník trůnu                               | Franz Reindl                                            | Baden        | neúspěšný atentát        | Císař Ferdinand I.                                  |
| 1835 | Ludvík Filip            | francouzský král                                       | Joseph Fieschi                                          | Paříž        | neúspěšný atentát        |                                                     |
| 1840 | Dingane                 | král Zulů                                              | Zulu Nyawo, Sambane a Nondawana                         | Lebomboberge |                          |                                                     |
| 1840 | Victoria                | britská královna                                       | Edward Oxford                                           | Londýn       |                          | Královna Viktorie                                   |
| 1842 | Victoria                | britská královna                                       | John Francis                                            | Londýn       |                          |                                                     |
| 1844 | Joseph Smith            | zakladatel Církve Ježíše Krista Svatých posledních dnů |                                                         | Carthage     |                          | Joseph Smith                                        |
| 1844 | Fridrich Vilém IV.      | Pruský král                                            | Heinrich Ludwig Tschech                                 | Berlín       | Neúspěšný atentát        | Fridrich Vilém IV. a jeho manželka Alžběta Ludovika |
| 1848 | Pellegrino Rossi        | papežský premiér                                       | Santo Constantini                                       | Řím          |                          | Pellegrino Rossi                                    |
| 1849 | Mariano Rivera Paz      | prezident Guatemaly                                    | Roberto Reyes a Agustín Pérez                           | Sampaquisoy  |                          | Mariano Rivera Paz                                  |
| 1850 | Fridrich Vilém IV.      | pruský král                                            | Max Sefeloge                                            | Berlín       | Král postřelen do ramene |                                                     |

### Po roce 1850
| Rok  | Oběť                               | Postavení                                | Pachatel                                                                                           | Místo               | Popis | Obrázek                                                                   |
| ---- | ---------------------------------- | ---------------------------------------- | -------------------------------------------------------------------------------------------------- | ------------------- | --- | ------------------------------------------------------------------------- |
| 1852 | Isabela II. Španělská              | Španělská královna                       | Martin Merino y Gomez                                                                              | Madrid              | neúspěšný atentát | Isabella II.                                                              |
| 1853 | František Josef I.                 | Rakouský císař                           | János Libényi                                                                                      | Vídeň               | Atentát na Františka Josefa I. (neúspěšný) | Atentát 1853                                                              |
| 1855 | Napoleon III.                      | francouzský císař                        | Giovanni Pianori                                                                                   | Paříž               | neúspěšný atentát | Napoleon III.                                                             |
| 1855 | Napoleon III.                      | francouzský císař                        | Edouard Bellemare                                                                                  | Paříž               | neúspěšný atentát |                                                                           |
| 1856 | Isabela II. Španělská              | královna španělská                       | Ramón Fuentes y Gómez                                                                              | Madrid              | neúspěšný atentát |                                                                           |
| 1856 | Ferdinand II. Neapolsko-Sicilský   | král obojí Sicílie                       | Agesilao Milano                                                                                    | Neapol              | neúspěšný atentát | Ferdinand II., král obojí Sicílie                                         |
| 1858 | Napoleon III.                      | císař francouzský                        | Felice Orsini, Simon Francis Bernard, Thomas Allsop, Carlo di Rudio, Giuseppe Andrea Pieri a další | Paris               | Neúspěšný atentát | Napoleon III.                                                             |
| 1860 | Naosuke Ii                         | Tairō během Šógunátu Tokugawa v Japonsku | Džisaemon Arimura                                                                                  | Edo                 | | Sakuradamonský incident                                                   |
| 1861 | Vilém I. Pruský                    | Pruský král                              | Oskar Becker                                                                                       | Baden-Baden         | neúspěšný atentát |                                                                           |
| 1863 | Konstantin Nikolajevič Romanov     | ruský velkokníže a místokrál polský      | | Varšava             | Neúspěšný atentát |                                                                           |
| 1865 | Abraham Lincoln                    | Prezident Spojených států amerických     | John Wilkes Booth                                                                                  | Washington, D.C.    | | Atentát na Lincolna                                                       |
| 1866 | Alexandr II. Nikolajevič           | ruský car                                | Dmitrij Vladimirovič Karakosov                                                                     | Petrohrad           | neúspěšný atentát | Car Alexandr II. Ruský                                                    |
| 1866 | Otto von Bismarck                  | pruský premiér                           | Ferdinand Cohen-Blind                                                                              | Berlín              | neúspěšný atentát | Cohen-Blind při činu atentátu na Bismarcka                                |
| 1867 | Alexandr II. Nikolajevič           | ruský car                                | | Paříž               | Neúspěšný atentát |                                                                           |
| 1870 | Juan Prim i Prats                  | Španělský ministerský předseda           | José Paúl y Angulo (osoba v pozadí)                                                                | Madrid              | |                                                                           |
| 1868 | Alfréd Sasko-Kobursko-Gothajský    | Druhý syn královny Viktorie.             | Henry James O'Farrell                                                                              | Clontarf            | Neúspěšný atentát | Vévoda Alfred Edinburský a Sasko-Cobursko-Gothajský v admirálské uniformě |
| 1868 | Michal Obrenović III.              | kníže srbský                             | | Topčider            | | Michal III. Obrenović                                                     |
| 1872 | Lord Mayo                          | britský místokrál v Indii                | | Andamany            | | 6. hrabě z Mayo                                                           |
| 1872 | Amadeus I. Španělský               | král španělský                           | |                     | Neúspěšný atentát | Amadeus, vévoda z Aosty                                                   |
| 1874 | Otto von Bismarck                  | Německá říšský kancléř                   | Eduard Kullmann                                                                                    | Bad Kissingen       | | Eduard Kullmann střílí na Bismarcka                                       |
| 1875 | Gabriel García Moreno              | ekvádorský prezident                     | Faustino Rayo a další                                                                              | Quito               | | Gabriel García Moreno                                                     |
| 1878 | Fjodor Trepov                      | guvernér Petrohradu                      | Věra Zasuličová                                                                                    | Petrohrad           | |                                                                           |
| 1878 | Vilém I. Pruský                    | Německý císař                            | Max Hödel                                                                                          | Berlín              | Neúspěšný atentát |                                                                           |
| 1878 | Vilém I. Pruský                    | německý císař                            | Karl Eduard Nobiling                                                                               | Berlín              | |                                                                           |
| 1878 | Nikolaj Vladimirovič Mezencov      | šéf ochranky                             | Sergej Kravčinskij                                                                                 | Petrohrad           | |                                                                           |
| 1878 | Alfons XII.                        | Král španělský                           | | Madrid              | neúspěšný atentát | Alfons XII. Španělský                                                     |
| 1878 | Umberto I.                         | italský král                             | Giovanni Passannante                                                                               | Neapol              | Neúspěšný atentát | Král Hubert I. Italský                                                    |
| 1879 | Alexandr II. Nikolajevič           | Ruský car                                | Alexandr Konstantinovič Solovjov                                                                   | Petrohrad           | Neúspěšný atentát | Car Alexandr II. Ruský                                                    |
| 1879 | Alexandr II. Nikolajevič           | Ruský car                                | | Moskva              | Neúspěšný atentát |                                                                           |
| 1880 | Alexandr II. Nikolajevič           | Ruský car                                | | Petrohrad           | Neúspěšný atentát |                                                                           |
| 1881 | Alexandr II. Nikolajevič           | Ruský car                                | Nikolaj Rysakov a další                                                                            | Petrohrad           | Atentát na Alexandra II. | Atentát na cara Alexandra II.                                             |
| 1881 | James A. Garfield                  | Prezident Spojených států amerických     | Charles J. Guiteau                                                                                 | Washington, D.C.    | | Atentát na prezidenta Garfielda                                           |
| 1882 | Lord Frederick Cavendish           | Britský ministr pro Irsko                | | Dublin              | 6. května 1882 zabit irskými nacionalisty | Lord Frederick Charles Cavendish                                          |
| 1883 | Vilém I. Pruský                    | německý císař                            | August Reinsdorf                                                                                   |                     | Neúspěšný atentát |                                                                           |
| 1887 | Alexandr III. Alexandrovič         | ruský car                                | Alexandr Uljanov a další                                                                           | Petrohrad           | V roce 1887 připravila skupina Narodnaja volja vedená Leninovým bratrem Alexandrem Uljanovem a Józefem Piłsudským atentát na Alexandra III. Spiknutí bylo odhaleno a jeho účastníci museli opustit zemi | Car Alexandr III. Ruský                                                   |
| 1891 | Mikuláš II. Alexandrovič           | ruský carevič                            | Tsuda Sanzō                                                                                        | Ócu                 | Japonský policista se pokusil careviče probodnout mečem. | Car Mikuláš v Nagasaki, předjaří 1891                                     |
| 1894 | Marie François Sadi Carnot         | Francouzský prezident                    | Sante Geronimo Caserio                                                                             | Lyon                | | Marie François Sadi Carnot                                                |
| 1896 | Naser al-Din Schah                 | perský šách                              | Mirza Reza Kermani                                                                                 | Teherán             | | Naser al-Din Schah                                                        |
| 1897 | Antonio Cánovas del Castillo       | španělský ministerský předseda           | Michele Angiolillo                                                                                 | Mondragón           | | Don Antonio Cánovas del Castillo                                          |
| 1898 | José María Reina Barrios           | prezident Guatemaly                      | Edgar Zollinger                                                                                    | Ciudad de Guatemala | | José María Reina Barrios                                                  |
| 1898 | Alžběta Bavorská (císařovna Sissi) | císařovna rakouská                       | Luigi Lucheni                                                                                      | Ženeva              | Atentát na Alžbětu Bavorskou | Atentát na císařovnu Alžbětu                                              |
| 1900 | Umberto I.                         | italský král                             | Gaetano Bresci                                                                                     | Monza               | | Král Hubert I. Italský                                                    |
| 1900 | Vilém II. Pruský                   | německý císař                            | Selma Schnapka                                                                                     | Vratislav           | Neúspěšný atentát | Vilém II.                                                                 |

## 20. století

### Od roku 1900
| Rok  | Oběť                                                                            | Postavení                                  | Pachatel                                 | Místo            | Popis                                                                                         | Obrázek                                                               |
| ---- | ------------------------------------------------------------------------------- | ------------------------------------------ | ---------------------------------------- | ---------------- | --------------------------------------------------------------------------------------------- | --------------------------------------------------------------------- |
| 1901 | Vilém II. Pruský                                                                | Německý císař                              | Diedrich Weiland                         | Brémy            | Neúspěšný atentát                                                                             |                                                                       |
| 1901 | William McKinley                                                                | Prezident Spojených států amerických       | Leon Czolgosz                            | Buffalo          |                                                                                               | Leon Czolgosz střílí na prezidenta McKinleyho na panamerické výstavě. |
| 1903 | Alexandr I. Obrenović a Draga Mašínová-Obrenovićová                             | srbský král a královna                     | Dragutin Dimitrijević a další důstojníci | Bělehrad         | Zavraždění srbské královské rodiny                                                            | Aleksandar a Draga Obrenovićovi                                       |
| 1904 | Nikolaj Ivanovič Bobrikov                                                       | guvernér finského velkoknížectví           | Eugen Schauman                           | Helsinky         |                                                                                               | Generální guvernér Nikolai Bobrikov                                   |
| 1904 | Vjačeslav von Pleve                                                             | ruský ministr vnitra                       | Jegor S. Sosonow, Ivan Kaljajev a další  | Petrohrad        |                                                                                               | W. K. von Plehve                                                      |
| 1905 | Sergej Alexandrovič Romanov                                                     | ruský velkokníže                           | Ivan Kaljajev                            | Moskva           |                                                                                               | Sergej Alexandrovič Romanov                                           |
| 1905 | Abdulhamid II.                                                                  | Osmanský sultán                            | Zareh                                    | Istanbul         | Arménská revoluční federace nastražila na sultána bombu, která zabila 26 lidí. Sultán vyvázl. | Yıldızský atentát                                                     |
| 1906 | Alfons XIII. a Viktorie z Battenbergu                                           | král a královna španělska                  | Mateu Morral Roca                        | Madrid           |                                                                                               | Atentát na krále Alfonse XIII. a Viktorii Evženii                     |
| 1907 | Manuel Lisandro Barillas Bercián                                                | Prezident Guatemaly                        | Florencio Reyes Morales a Bernardo Mora  | Ciudad de México |                                                                                               |                                                                       |
| 1908 | Karel I. Portugalský, Ludvík Filip Portugalský a další členové královské rodiny | Král a korunní princ Portugalska           | Alfredo Costa a Manuel Buiça             | Lisabon          | republikánský atentát                                                                         | Král Karel I. Portugalský                                             |
| 1909 | Hirobumi Itó                                                                    | generální guvernér korejského protektorátu | An Chung-gun                             | Charbin          |                                                                                               | Hirobumi                                                              |

### Po roce 1910
| Rok  | Oběť                                                  | Postavení                                      | Pachatel                                                                                         | Místo       | Popis | Obrázek                                                                     |
| ---- | ----------------------------------------------------- | ---------------------------------------------- | ------------------------------------------------------------------------------------------------ | ----------- | --- | --------------------------------------------------------------------------- |
| 1911 | Pjotr Stolypin                                        | ruský ministerský předseda                     | Dmitrij Bogrov                                                                                   | Kyjev       | | Stolypinův zničený dům v Petrohradě po atentátu roku 1906                   |
| 1912 | Theodore Roosevelt                                    | Prezident Spojených států amerických           | John Schrank                                                                                     |             | Neúspěšný atentát. Střela prošla pouzdrem na brýle a složenou 50stránkovou kopií jeho projevu. Vzhledem k tomu, že nekrvácel, tak odmítl odjet do nemocnice a pronesl 90minutový projev. Při následném vyšetření byla v hrudním svalu objevena střela, která ale neprošla do plic a nijak ho neohrožovala. Vyndání by bylo složité a tak ji tam ponechali po zbytek jeho života. | Theodore Roosevelt                                                          |
| 1912 | José Canalejas Méndez                                 | španělský premiér                              | Manuel Pardiñas Serrano                                                                          |             | | José Canalejas Méndez                                                       |
| 1913 | Franz Schuhmeier                                      | rakouský politik                               | Paul Kunschak                                                                                    | Vídeň       | |                                                                             |
| 1913 | Jiří I. Řecký                                         | řecký král                                     | Alexander Schinas                                                                                | Soluň       | Ráno 18. března 1913 vyšel Jiří z domu svého syna, doprovázen pouze jedním důstojníkem, aby se jako obvykle vrátil pěšky, procházkou do královského paláce. Tam byl postřelen anarchistou Alexandrosem Schinasem. Zemřel dva měsíce před padesátým výročím svého nástupu na trůn, v době, kdy plánoval stáhnout se z veřejného života a chystal se k abdikaci ve prospěch svého syna Konstantina.                                                                                                | Král Jiří I. Řecký                                                          |
| 1914 | Gaston Calmette                                       | šéfredaktor novin „Le Figaro“                  | Henriette Caillaux                                                                               | Paříž       | | Titulní obrázek Le Petit Journal s vyobrazením atentátu.                    |
| 1914 | František Ferdinand d'Este a jeho žena Žofie Chotková | následník trůnu Rakouska-Uherska               | Gavrilo Princip                                                                                  | Sarajevo    | Atentát na Františka Ferdinanda d'Este, arcivévodu a následníka rakousko-uherského trůnu, byl spáchán 28. června 1914 v Sarajevu, hlavním městě Bosny a Hercegoviny. Během vojenské přehlídky byl arcivévoda František Ferdinand napaden skupinou šesti atentátníků, jejichž vůdcem byl Danilo Ilić. František Ferdinand d'Este a jeho choť, Žofie Chotková, byli po předchozím nezdařeném bombovém útoku na kolonu vozů poté na jiném místě zastřeleni srbským nacionalistou Gavrilo Principem. | Gavrilo Princip střílí na arcivévodu Františka Ferdinanda a jeho ženu Žofii |
| 1916 | Grigorij Jefimovič Rasputin                           | ruský mystik                                   | Kinia Gussowa                                                                                    | Pokrowskoje | Neúspěšný atentát |                                                                             |
| 1914 | Jean Jaurès                                           | francouzský pacifistický politik               | Raoul Villain                                                                                    | Paříž       | | Jean Jaurès                                                                 |
| 1916 | Karl von Stürgkh                                      | ministerský předseda Rakouska-Uherska          | Friedrich Adler                                                                                  | Vídeň       | | Hrabě Karl Stürgkh                                                          |
| 1916 | Grigorij Jefimovič Rasputin                           | ruský mystik                                   | Felix Felixovič Jusupov, Vladimir Mitrofanovič Puriškevič, Dimitrij Pavlovič Romanov             | Petrohrad   | |                                                                             |
| 1919 | Karel Kramář                                          | Předseda vlády Československa                  | Alois Šťastný, český anarchista, syn senátora Ferdinanda Šťastného                               | Praha       | Pokus o zastřelení premiéra nevyšel, když se střela zachytila v premiérově zimníku. | Karel Kramář                                                                |
| 1918 | Moisej Markovič Goldštejn                             | ruský revolucionář                             | Grigorij Semjonov                                                                                | Petrohrad   | | V. Volodarskij                                                              |
| 1918 | Wilhelm von Mirbach-Harff                             | německý diplomat                               | Jakov Blumkin a Nikolaj Andrejev                                                                 | Moskva      | Dne 6. července 1918 byl Wilhelm von Mirbach zastřelen v budově německého velvyslanectví v Moskvě Jakovem Blumkinem a Nikolajem Andrejevem. Cílem atentátu na Mirbacha bylo revidování Brest-Litevské mírové smlouvy podepsané s Německou říší. Současně byl znamením připravovaných protivládních povstání v Moskvě a v jiných dalších ruských městech. | Wilhelm von Mirbach-Harff                                                   |
| 1918 | Hermann von Eichhorn                                  | německý polní maršál                           | socialisté                                                                                       | Kyjev       | | Hermann von Eichhorn                                                        |
| 1918 | Mojsej Urickij                                        | ruský revolucionář                             | Leonid Kannegiesser                                                                              | Petrohrad   | | Moissei Urickij                                                             |
| 1918 | Vladimir Iljič Lenin                                  | předseda rady lidových komisařů RSFSR          | Fanny Kaplan                                                                                     | Moskva      | Dne 30. srpna 1918 byl zastřelen náčelník Petrohradské Čeky Mojsej Urickij. Lenin se o této události dozvěděl v Michelsonově továrně, kde měl proslov. Poté došel k autu, kde ho obklopil hlouček žen. V tu chvíli třeskly tři výstřely. Lenin byl zasažen do klíční kosti a zčásti do plíce. Atentátnicí byla členka strany Eserů Fanny Kaplanová. Incidenty se staly záminkou k rozpoutání rudého teroru.                                                                                      | Lenin                                                                       |
| 1919 | Karl Liebknecht a Rosa Luxemburgová                   | Zakladatelé KPD                                | Horst von Pflugk-Harttung, Heinrich Stiege, Ulrich von Ritgen, Rudolf Liepmann a Hermann Souchon | Berlín      | | Rosa Luxemburgová                                                           |
| 1919 | Kurt Eisner                                           | Ministerský předseda svobodného státu Bavorsko | Anton von Arco auf Valley                                                                        | Mnichov     | |                                                                             |
| 1919 | Emiliano Zapata                                       | mexický revolucionář                           | Jesús Guajardo                                                                                   | Chinameca   | | Zapatova mrtvola                                                            |
| 1919 | Hugo Haase                                            | předseda USPD                                  | Johann Voß                                                                                       | Berlín      | | Hugo Haase                                                                  |

### Po roce 1920
| Rok  | Oběť                       | Postavení                                                             | Pachatel                                                                        | Místo                                        | Popis | Obrázek                              |
| ---- | -------------------------- | --------------------------------------------------------------------- | ------------------------------------------------------------------------------- | -------------------------------------------- | --- | ------------------------------------ |
| 1921 | Talat Paša                 | turecký politik                                                       | Soghomon Tehlirian                                                              | Berlín                                       | Operace Nemesis: 15. března 1921 byl bývalý velkovezír a turecký ministr vnitra Talaat Paša, který pobýval v německém exilu, zavražděn u svého domova v Berlíně. Pachatelem byl arménský student Soghomon Tehlirian. Motivem k vraždě byla Talaatova odpovědnost za genocidu Arménů. | Mehmed Talât                         |
| 1921 | Sid Hatfield a Ed Chambers | policejní náčelník a jeho zástupce                                    | soukromí detektivové z Baldwin–Felts Detective Agency                           | McDowell County Courthouse, Západní Virginie | 1. srpna 1921 detektivové z agentury Baldwin–Felts zastřelili před budovou soudu v McDowell County v Západní Virginii, Sida Hatfielda, policejního náčelníka z města Matewan, který byl známí svou spolupráci s hornickými odbory. Jeho smrt vedla k největšímu hornickému povstání v dějinách Spojených států známému jako bitva o Blair Mountain. | Sid Hatfield                         |
| 1921 | Hara Takaši                | premiér Japonska                                                      | důstojník Japonského císařského námořnictva                                     | Tokio                                        | | Hara Takaši                          |
| 1922 | Walther Rathenau           | německý ministr zahraničí                                             | Erwin Kern a Hermann Fischer                                                    | Berlín                                       | Dne 24. června 1922 byl zastřelen Erwinem Kernem a Hermannem Fischerem, členy radikální pravicové organizace Consul, říšský ministr zahraničí Walther Rathenau. | Walther Rathenau                     |
| 1922 | Džamal Paša                | ministr námořnictva Osmanské říše                                     | Stepan Dzagigjan                                                                | Tbilisi, Gruzínská SSR                       | Operace Nemesis: Džamal Paša byl zavražděn 21. července 1922 v gruzínském Tbilisi Arménem Stepanem Dzagigjanem a dvěma jeho komplici Bedrosem Der Bogosjanem a Artašesem Kevorkianem. Stalo se tak během Džamalovy pracovní cesty z Berlína do afghánského Kábulu. |                                      |
| 1922 | Michael Collins            | irský aktivista za nezávislost, předseda vlády Svobodné irského státu | Dennis O’Neill                                                                  | Béal na mBláth, Cork, Svobodný irský stát    | Michael Collins byl zabit při přepadení jeho ozbrojené kolony během irské občanské války v irském hrabství Cork. |                                      |
| 1922 | Gabriel Narutowicz         | Prezident Polska                                                      | Eligiusz Niewiadomski                                                           | Varšava                                      | | Gabriel Narutowicz                   |
| 1923 | Alois Rašín                | československý Ministr financí                                        | Josef Šoupal                                                                    | Praha                                        | 5. ledna 1923 ráno byl Alois Rašín u svého bydliště v Žitné ulici střelen do zad. Pachatelem atentátu byl devatenáctiletý anarchokomunista Josef Šoupal, který si za tento čin odpykal 18 let vězení. Rašínův zdravotní stav byl podle lékařů beznadějný – kulka ho zasáhla do jedenáctého obratle, v němž uvízla. Poranění míchy způsobilo úplné ochrnutí dolních končetin a těžké poruchy střev a močového měchýře; po šesti týdnech utrpení došlo k infekci mozkomíšního moku, k bakteriální sněti a sepsi. 18. února ráno Rašín zemřel. |                                      |
| 1923 | Rajko Daskalov             | bulharský velvyslanec                                                 | Jordan Ciconkov                                                                 | Praha                                        | 26. srpna byl v Holečkově ulici v Praze zastřelen bulharský politik Rajko Daskalov, vůdce exilové vlády. |                                      |
| 1923 | Juan Soldevilla y Romero   | Zaragozi arcibiskup                                                   | Los Solidarios (Buenaventura Durruti, Francisco Ascaso, Gregorio Jover a další) | Zaragoza                                     | Útok byl odplatou za roli církve a zejména arcibiskupa v potlačení CNT a financování skupin Pistolero proti stávkujícím dělníkům. Nepřímým důsledkem atentátu bylo o několik měsíců později zřízení diktatury Miguela Primo de Rivery | Juan kardinál Soldevilla y Romero    |
| 1923 | Pancho Villa               | mexický revolucionář                                                  | Jesus Salas Barrazas a další                                                    | Parral                                       | V pozadí stál pravděpodobně Álvaro Obregón. | Pancho Villa                         |
| 1924 | Ignaz Seipel               | rakouský spolkový kancléř                                             | Karl Jaworek                                                                    | Vídeň                                        | Neúspěšný atentát | Ignaz Seipel                         |
| 1925 | Hugo Bettauer              | spisovatel                                                            | Otto Rothstock                                                                  | Vídeň                                        | Zabit příslušníkem nacistické strany za „šíření nemorálnosti“. | Hugo Bettauer na počátku 20. století |
| 1926 | Benito Mussolini           | italský diktátor                                                      | Gino Lucetti                                                                    | Řím                                          | Neúspěšný atentát | Benito Mussolini                     |
| 1926 | Benito Mussolini           | italský diktátor                                                      | Anteo Zamboni                                                                   | Bologna                                      | Neúspěšný atentát | Benito Mussolini                     |
| 1928 | Čang Cuo-lin               | čínský generál severní armády a velitel Mandžuska                     | Kômoto Daisaku                                                                  |                                              | Úspěšný bombový útok na vlak. |                                      |
| 1928 | Álvaro Obregón             | mexický prezident                                                     | José de León Toral                                                              | Ciudad de México                             | Zavražděn mladým seminaristou odmítajícím Obregonóvu proticírkevní politiku. | Álvaro Obregón                       |

### Po roce 1930
| Rok  | Oběť                     | Postavení                     | Pachatel                                      | Místo           | Popis | Obrázek                                    |
| ---- | ------------------------ | ----------------------------- | --------------------------------------------- | --------------- | --- | ------------------------------------------ |
| 1930 | Horst Wessel             | vůdce SA                      | Albrecht Höhler                               | Berlín          | zabit 14. ledna 1930, stal se nacistickým mučedníkem. | Horst Wessel                               |
| 1930 | Osači Hamaguči           | japonský premiér              | neznámý pravicový extremista                  | Tokio           | | Osači Hamaguči                             |
| 1932 | Paul Doumer              | francouzský prezident         | Pavel Gorgulov                                | Paříž           | 6. května 1932 byl francouzský prezident zastřelen ruským pravicovým aktivistou. |                                            |
| 1933 | Theodor Lessing          | německý spisovatel            | Rudolf Max Eckert, Rudolf Zischka a Karl Hönl | Mariánské Lázně | 30. srpna 1933 zastřelen nacionalistickým gangem v Mariánských Lázných. „První oběť fašismu v ČSR.“ | Theodor Lessing                            |
| 1933 | Antonín Čermák           | Starosta Chicaga              | Giuseppe Zangara                              | Miami           | 15. února 1933 doprovázel zvoleného prezidenta Franklina D. Roosevelta během návštěvy Miami na Floridě. Při veřejném projevu se jistý Giuseppe Zangara, stavební dělník italského původu, Roosevelta pokusil zastřelit. Ani jedna ze šesti střel nadcházejícího prezidenta nezasáhla, zraněno však bylo pět okolostojících, nejhůře z nich právě Antonín Čermák, který o necelé tři týdny později na následky průstřelu krajiny břišní zemřel. Tradují se jeho slova k Rooseveltovi během převozu do nemocnice: „Jsem rád, že jsem to byl já a ne vy, pane prezidente.“ Čermák byl pohřben na Českém národním hřbitově. | Antonín Josef Čermák                       |
| 1933 | Muhammad Nádir Šáh       | Král Afghánistánu             | Abdul Khaliq Hazara                           | Kábul           | 8. listopadu 1933 byl zavražděn afghánský král Muhammad Nádir Šáh. | Muhammad Nádir Šáh                         |
| 1934 | Augusto César Sandino    | vůdce antiamerického povstání | příslušník nikaragujské národní gardy         | Managua         | 21. února 1934 se Augusto César Sandino vracel s několika svými společníky (včetně svého otce a bratra) z jednání s prezidentem, u hlavní brány prezidentského paláce jeho auto obklíčil oddíl Národní Gardy. Donutili je vystoupit a ještě té noci je na Somozův příkaz za městem popravili. Následující den Národní garda zaútočila na tábor Sandinovy armády a většinu jejích členů zabila. | Augusto César Sandino                      |
| 1934 | Bronisław Pieracki       | polský ministr vnitra         | Hryhorij Macejko (Maciejko)                   | Varšava         | | Bronisław Pieracki                         |
| 1934 | Engelbert Dollfuß        | rakouský spolkový kancléř     | Otto Planetta                                 | Vídeň           | Dne 25. července 1934 vnikla skupina osmi rakouských nacistů do budovy kancléřství a po delší honičce, kdy kancléře honili po různých kancelářích, ho dostihli a zezadu postřelili. Zraněného Dollfuße donesli do jedné z kanceláří a položili ho na pohovku. Ležel v ní skoro čtyři hodiny a smrtelně krvácel. | Engelbert Dollfuß                          |
| 1934 | Alexandr I. Karađorđević | Král Jugoslávie               | Vlado Černozemski                             | Marseille       | 9. října 1934 byl jugoslávský král Alexandr I. během státní návštěvy Francie zabit. Při incidentu byl zbloudilou kulkou zabit i tehdejší francouzský ministr zahraničí Louis Barthou. Králův vrah, bulharský revolucionář Vlado Černozemski (rozený Veličko Dimitrov Kerin) byl zabit na místě činu. | Atentát na Alexandra I.                    |
| 1934 | Sergej Mironovič Kirov   | sovětský politik              | Leonid Vasiljevič Nikolajev                   | Leningrad       | 1. prosince 1934 byl zavražděn Leonidem Nikolajevem ve Smolném institutu v Leningradě. Kirov přišel do práce a nechal svého bodyguarda několik schodů za sebou, vycházel nahoru po schodech, kde měli bolševičtí aparátčíci své kanceláře. Nikolajev vyšel z koupelny, následoval Kirova po chodbě a střelil ho zezadu do krku. Jeho smrt poskytla Stalinovi záminku k zahájení brutální vnitrostranické čistky. Všeobecně se předpokládá, že jeho vražda nebyla součástí žádného Trockého spiknutí, o kterém Stalin mluvil a které nikdy neexistovalo. Naopak se spekuluje, že mohl být zavražděn na Stalinův rozkaz, byť důkazy pro toto tvrzení chybí. Zadržený atentátník Leonid Nikolajev měl totiž podezřelé styky s GPU. |                                            |
| 1935 | Huey Long                | americký senátor              | Carl Austin Weiss                             | Baton Rouge     | 8. září 1935 byl senátor a guvernér státu Louisiany Huey Long zastřelen doktorem Carlem Austinem Weissem. | Huey Long                                  |
| 1936 | Wilhelm Gustloff         | Zakladatel NSDAP ve Švýcarsku | David Frankfurter                             | Davos           | 4. února 1936 jej čtyřmi ranami z revolveru zabil židovský student medicíny David Frankfurter. Nacistická propaganda Gustloffa využila jako mučedníka. Ve Schwerinu mu byl uspořádán státní pohřeb, kterého se zúčastnili i Adolf Hitler a Joseph Goebbels. |                                            |
| 1936 | Moritz Schlick           | Profesor Vídeňské univerzity  | Hans Nelböck                                  | Vídeň           | | Moritz Schlick                             |
| 1936 | Eduard VIII.             | Britský král                  | Jerome Bannigan                               | Londýn          | Neúspěšný atentát. | Král Eduard VIII. (jako vévoda z Windsoru) |
| 1938 | Ernst vom Rath           | německý diplomat              | Herschel Grynszpan                            | Paříž           | 7. listopadu 1938 na Ernsta vom Ratha spáchal atentát židovský mladík Herschel Grynszpan a o dva dny později na následky střelného poranění Ernst vom Rath zemřel. Jeho smrt byla bezprostřední příčinou takzvané Křišťálové noci. | Ernst Eduard vom Rath                      |
| 1939 | Adolf Hitler             | německý diktátor              | Georg Elser                                   | Mnichov         | Atentát na Hitlera z 8. listopadu 1939 | Bürgerbräukeller po útoku                  |

### Po roce 1940
| Rok  | Oběť                                   | Postavení                                 | Pachatel                                                            | Místo      | Popis | Obrázek                                                                  |
| ---- | -------------------------------------- | ----------------------------------------- | ------------------------------------------------------------------- | ---------- | --- | ------------------------------------------------------------------------ |
| 1940 | Lev Davidovič Trockij                  | člen Komunistické strany Sovětského svazu | Ramón Mercader                                                      | Coyoacán   | 20. srpna 1940, byl Lev Davidovič Trockij při atentátu těžce zraněn (úderem horolezeckým cepínem do hlavy) španělským komunistou Ramónem Mercaderem, tč. agentem NKVD, vydávajícím se za kanadského občana levicového smýšlení. Na následky vražedného útoku Trockij následujícího dne zemřel. Mercaderovi vyměřil mexický soud nejtěžší trest, dvacet let žaláře | Lev Trockij                                                              |
| 1942 | Reinhard Heydrich                      | Šéf RSHA a zastupující říšský protektor   | Jan Kubiš a Jozef Gabčík                                            | Libeň      | Dne 27. května 1942 při jeho cestě z Panenských Břežan do kanceláře na Pražském hradě na něj v Praze-Libni provedli atentát českoslovenští parašutisté vycvičení britskou SOE. Zprvu jeho zranění nevypadala vážně, dokonce se pokoušel pronásledovat atentátníky. Po operaci v nemocnici Na Bulovce se úspěšně zotavoval, pak se však objevily nečekané komplikace, na jejichž následky zemřel (v té době nebyla k dispozici antibiotika) – jednalo se pravděpodobně o otravu krve z vnitřního poranění sleziny, existují však také spekulace o úmyslném nakažení. | Heydrichův poškozený při atentátu                                        |
| 1943 | Wilhelm Kube                           | generální komisař SS                      | Jelena Mazanik                                                      | Minsk      | Zabit časovanou bombou ve své posteli. |                                                                          |
| 1943 | Isoroku Jamamoto                       | japonský admirál                          | Americké letectvo                                                   |            | Operace Vengeance |                                                                          |
| 1944 | Franz Kutschera                        | Vyšší důstojník SS                        | Bronisław Pietraszewicz, Stanisław Huskowski a Michał Issajewicz    | Varšava    | 1. února 1944 byl usmrcen příslušníky Szare Szeregi na cestě do své kanceláře. | Franz Kutschera                                                          |
| 1944 | Adolf Hitler                           | Německý diktátor                          | Claus Schenk von Stauffenberg                                       | Vlčí doupě | Atentát na Hitlera z 20. července 1944 | Zničené baráky po výbuchu                                                |
| 1944 | Lord Moyne                             | Britský ministr pro blízký východ         | Eliahu Hakim a Eliahu Bet-Zuri členové Lechi                        | Káhira     | 6. listopadu 1944 byl britský ministr pro blízký východ zabit příslušníky sionistické organizace Lechi. |                                                                          |
| 1945 | August Gölzer                          | SS-Hauptsturmführer                       | Alois Bauer a Vladimír Blažka, příslušníci odbojové skupiny Předvoj | Brno       | Vladimír Blažka zastřelili účetního SS Augusta Gölzera. Ten později zemřel v nemocnici. Alois Bauer a Vladimír Blažka byli dopadeni a popraveni v Kounicových kolejích. |                                                                          |
| 1947 | Karol Świerczewski                     | polský ministr obrany                     | Příslušníci UPA                                                     | Jabłonki   | | Karol Świerczewski                                                       |
| 1947 | Aun Schan                              | vládce Barmy                              |                                                                     | Rangún     | | Aung San                                                                 |
| 1947 | Petr Zenkl, Jan Masaryk, Prokop Drtina | ministři v první vládě Klementa Gottwalda |                                                                     | Praha      | Krčmaňská aféra propukla, poté co byly ministrů Petru Zenklovi, Janu Masarykovi, Prokopu Drtinovi odeslány balíčky s trhavinou. Nástražná výbušná zařízení byla objevena a nikdo nebyl zraněn. |                                                                          |
| 1948 | Mahátma Gándhí                         | Indický aktivista za nezávislost          | Nathuram Gódsé                                                      | Nové Dillí | Am 30. ledna 1948 byl zastřelen hinduistickým nacionalistou Nathuramem Gódsém. | Mohandas Karamchand Gandhi                                               |
| 1948 | Folke Bernadotte                       | švédský diplomat                          | Lechi                                                               | Jeruzalém  | 17. září 1948 poté co byl jeho návrh odmítnut, Bernadotte cestoval společně se svým doprovodem do západního Jeruzaléma. Poblíž budovy YMCA v západním Jeruzalémě jim cestu přehradil jeep s muži oblečenými do izraelských armádních uniforem. Jeden z ozbrojených mužů, Jehošua Kohen, seskočil z jeepu, prostrčil oknem Bernadotteho vozu samopal MP40 a vypálil dovnitř dlouhou dávku. Bernadotte a jeho pobočník, plukovník André Serot, byli na místě mrtvi.                                                                                                   | Graf Folke Bernadotte                                                    |
| 1949 | Muhammad Rezá Pahlaví                  | Íránský šách                              | Nasser Fakhr Araï                                                   | Teherán    | Neúspěšný atentát. | Mohammad Reza Schah im Krankenhaus nach dem Atentátu vom 4. Februar 1949 |

### Po roce 1950
| Rok  | Oběť                     | Postavení                                 | Pachatel                                        | Místo          | Popis | Obrázek                              |
| ---- | ------------------------ | ----------------------------------------- | ----------------------------------------------- | -------------- | --- | ------------------------------------ |
| 1951 | Haj Ali Razmara          | íránský premiér                           | Khalil Tahmasbi                                 | Teherán        | | Haj Ali Razmara                      |
| 1951 | Abdalláh I.              | jordánský král                            | Mustafa Shukri Usho                             | Jeruzalém      | 20. července 1951 navštívil spolu se svým vnukem Husajnem mešitu Al-Aksá v Jeruzalémě. Na krále zde atentátník z klanu al-Husajní vypálil 3 rány a král zemřel. Králův vnuk, pozdější král Husejn I., který stál vedle něj, byl také zraněn, ale život mu zachránila medaile, co měl na hrudi. Když se Husajn I. stal králem, tento atentát ho tak ovlivnil, že nechtěl přistoupit na mírové rozhovory s Izraelem, aby se předešlo podobným událostem. | Abdallah I.                          |
| 1951 | Líákat Alí Chán          | premiér Pákistánu                         | Syed Azbar Khan                                 | Rávalpindí     | | Liaquat Ali Khan                     |
| 1952 | Konrad Adenauer          | spolkový kancléř                          | Jakob Farshtej, Elieser Sudit a Josef Kronstein |                | Neúspěšný atentát | Konrad Adenauer                      |
| 1955 | Matúš Černák             | slovenský nacionalistický politik v exilu | československá rozvědka                         | Mnichov        | V úterý 5. července 1955 dostal Matúš Černák zprávu z pošty o vyzvednutí doporučené zásilky. Při vyzvednutí v 14:57 zásilka na poště za jeho účasti explodovala. Zemřel on a další dva náhodní zákazníci. | Matúš Černák                         |
| 1956 | Anastasio Somoza García  | prezident nikarugui                       | Rigoberto López Pérez                           | León           | | Anastasio Somoza García & Juan Perón |
| 1957 | Rudolf Kastner           | kandidát strany Mapei do Knesetu          |                                                 | Tel Aviv       | 3. března 1957 byl na Kastnera spáchán atentát. Pachatelem byl Ze'ev Eckstein, napojený na bývalé příslušníky předstátní radikální organizace Lechi. O dvanáct dní později na následky zranění zemřel. |                                      |
| 1957 | Carlos Castillo Armas    | Prezident Guatemaly                       | Romeo Vásquez Sánchez                           | Guatemala City | |                                      |
| 1959 | S. W. R. D. Bandaranaike | Premiér Cejlonu                           | Talduwa Somarans Thero                          | Kolombo        | | S. W. R. D. Bandaranaike             |

### Po roce 1960
| Rok  | Oběť                            | Postavení                                           | Pachatel | Místo                | Popis                                                                                     | Obrázek                    |
| ---- | ------------------------------- | --------------------------------------------------- | --- | -------------------- | ----------------------------------------------------------------------------------------- | -------------------------- |
| 1960 | Inedžiró Asanuma                | Předseda Socialistické strany Japonska              | Otoja Jamaguči | Tokio                | Zabit 17letým nacionalistou pomocí Wakizaši.                                              |                            |
| 1960 | Rómulo Ernesto Betancourt Bello | venezuelský prezident                               | agent Dominikánské výzvědné služby | Caracas              |                                                                                           |                            |
| 1961 | Patrice Lumumba                 | premiér Demokratické republiky Kongo                | Moïse Tschombé (pravděpodobný pachatel) | Katanga              |                                                                                           | Patrice É. Lumumba         |
| 1961 | Rafael Trujillo                 | dominikánský diktátor                               | Luis Amiama Tió, Pedro Livio Cedeño Herrera, Antonio de la Maza Vásquez, Luis Salvador Estrella Sadhalá, Amado García Guerrero, Antonio Imbert Barrera, Roberto Rafael Pastoriza Neret a Huáscar Antonio Tejeda Pimentel | Santo Domingo        |                                                                                           |                            |
| 1962 | Charles de Gaulle               | Francouzský prezident                               | Jean-Marie Bastien-Thiry a další příslušníci OAS | Petit-Clamart        | Spiknutí odhaleno a spiklenci byli popraveni.                                             | Charles de Gaulle          |
| 1963 | Medgar Evers                    | americký aktivista z Hnutí za občanská práva        | Byron De La Beckwith | Jackson, Mississippi |                                                                                           |                            |
| 1963 | John F. Kennedy                 | Prezident Spojených států amerických                | Lee Harvey Oswald (pravděpodobný pachatel) | Dallas               | Atentát na Johna Fitzgeralda Kennedyho                                                    | Atentát na John F. Kennedy |
| 1963 | Lee Harvey Oswald               | pravděpodobný atentátu na Kennedyho                 | Jack Ruby | Dallas               |                                                                                           | Lee Harvey Oswald          |
| 1965 | Hassan Ali Mansour              | Premiér Íránu                                       | Mohammad Bokharaii | Teherán              |                                                                                           | Hasan Ali Mansour          |
| 1965 | Malcolm X                       | americký aktivista z Hnutí za občanská práva        | Thomas Hagan, Norman Butler a Thomas Johnson | Manhattan            | Atentát na Malcolma X                                                                     | Foto z místa činu          |
| 1965 | Herberts Cukurs                 | Příslušník Litevské pomocné policie, komanda Arajs. | Mosad | Montevideo           | likvidace válečného zločince a organizátora holokaustu.                                   |                            |
| 1965 | Muhammad Rezá Pahlaví           | íránský šách                                        | Reza Schams Abadi | Teherán              | Neúspěšný atentát                                                                         |                            |
| 1966 | Hendrik Frensch Verwoerd        | Premiér Jihoafrické republiky                       | Demitrios Tsafendas | Kapské Město         |                                                                                           |                            |
| 1968 | Pak Čong-hui                    | Jihokorejský prezident                              | severokorejské vojenské komando | Soul                 | Nájezd na Modrý dům byl prozrazen a severokorejské komando zničeno Jihokorejskou armádou. |                            |
| 1968 | Martin Luther King              | aktivista Hnutí za občanská práva                   | James Earl Ray | Memphis              | Atentát na Martina Luthera Kinga                                                          | Martin Luther King         |
| 1968 | Rudi Dutschke                   | německý marxistický studentský vůdce                | Josef Bachmann | Berlín               |                                                                                           | Rudi Dutschke              |
| 1968 | Robert F. Kennedy               | americký senátor                                    | Sirhan Bishara Sirhan | Los Angeles          | Atentát na Roberta Francise Kennedyho                                                     | Robert F. Kennedy          |
| 1968 | Andy Warhol                     | americký umělec                                     | Valerie Solanasová | New York             |                                                                                           |                            |

### Po roce 1970
| Rok  | Oběť                                                                           | Postavení | Pachatel                                              | Místo                | Popis | Obrázek                                        |
| ---- | ------------------------------------------------------------------------------ | --- | ----------------------------------------------------- | -------------------- | --- | ---------------------------------------------- |
| 1970 | Pavel VI.                                                                      | Papež | Benjamín Mendoza y Amor Flores                        | Manila               | Papež byl lehce zraněn při útoku muže ozbrojeného nožem. | Pavel VI.                                      |
| 1972 | George Wallace                                                                 | Guvernér státu Alabama | Arthur Bremer                                         | Laurel               | V květnu 1972 byl George Wallace postřelen útok přežil. | George Wallace                                 |
| 1972 | Šajch Abeid Amani Karume                                                       | viceprezident Tanzanie |                                                       | Zanzibar             | 7. dubna 1972 byl bývalý prezident Lidové republiky Zanzibar a od sjednocení s Tanganikou viceprezident Tanzanie Šajch Abaid Amani Karume zastřelen třemi atentátníky. |                                                |
| 1973 | Muhammad Budia                                                                 | vedoucí organizace Lidové fronty pro osvobození Palestiny, ředitel alžírského Národního divadla, heres a krajně levicový revolucionář | Příslušníci Mossadu                                   | Paříž                | 28. června 1973 nastoupil do svého vozu v pařížské rue des Fosses Saint-Bernard, následně poté došlo k výbuchu časované bomby |                                                |
| 1973 | Luis Carrero Blanco                                                            | španělský premiér | Příslušníci ETA                                       | Madrid               | 20. prosince 1973 byl zabit bombou baskické separatistické organizace ETA. | Pamětní deska Carrera Blanca na místě atentátu |
| 1975 | Fajsal bin Abd al-Azíz                                                         | Král Saúdské Arábie | Faisal ibn Musa'id                                    | Rijád                | Král Fajsal byl 25. března 1975 zavražděn svým synovcem Fajsalem ibn Musájdem. Šlo pravděpodobně o pomstu za smrt ibn Musájdova otce, který byl zastřelen na demonstraci proti zavedení televize v Saúdské Arábii. Fajsal ibn Musájd byl odsouzen k smrti a veřejně popraven. Na trůn pak nastoupil král Chálid. | Král Fajsal                                    |
| 1975 | Gerald Ford                                                                    | Prezident Spojených států amerických                                                                                                  | Lynette Fromme                                        | Sacramento           | Dne 5. září 1975 se ve státě Kalifornie pokusila zabít následovnice Charlese Mansona Lynette Frommeová, zbraň však selhala a ochranka útočnici následně přemohla. | Gerald Ford                                    |
| 1975 | Gerald Ford                                                                    | Prezident Spojených států amerických                                                                                                  | Sara Jane Moore                                       | San Francisco        | 22. září 1975 se v San Francisku pokusila se o další atentát Sara Jane Mooraová, která dvakrát vystřelila, v davu lidí však minula. |                                                |
| 1976 | Christopher Ewart-Biggs                                                        | Vyslanec Spojeného království v Irsku                                                                                                 | Příslušníci IRA                                       | Sandyford            | |                                                |
| 1977 | Kamal Dschumblat                                                               | vůdce libanonských Drúzů |                                                       | Baaqlin              | 16. března 1977 byl vůdce libanonských Drúzů Kamal Dschumblat zastřelen. Pachatel je neznámy. | Kamal Dschumblat                               |
| 1977 | Marien Ngouabi                                                                 | prezident Republiky Kongo |                                                       | Brazzaville          | Zastřelen 18. března 1977. Jako osoba odpovědná za jeho smrt označen Alphonse Massemba-Débat. Ten byl však v roce 1991 rehabilitován. |                                                |
| 1977 | Émile kardinál Biayenda                                                        | Arcibiskup z Brazzaville |                                                       | Brazzaville          | Unesen 22. března 1977 ze své rezidence skupinou vojáků a následně v noci na 23. března zabit. |                                                |
| 1977 | Abdulah Ahmed Hadžírí                                                          | ministerský předseda Jižního Jemenu                                                                                                   | Zoharja Jusúf Akaša                                   | Londýn               | 5. dubna 1977 byl zastřelen spolu s manželkou Fatimou, poté co nasedli do auta před hotelem. |                                                |
| 1977 | Siegfried Buback                                                               | německý Generální prokurátor | Christian Klar, Knut Folkerts a Brigitte Mohnhaupt    | Karlsruhe            | Zastřelen příslušníky Frakce Rudé armády spolu se svými dvěma členy ochranky | Gedenkstein am Tatort                          |
| 1977 | Jürgen Ponto                                                                   | Předseda Dresdner Bank | Susanne Albrecht, Brigitte Mohnhaupt a Christian Klar | Oberursel            | Zastřelen 30. července 1977 během nepovedeného pokusu o únos. |                                                |
| 1977 | Hanns Martin Schleyer                                                          | předseda německého svazu zaměstnavatelů                                                                                               | Stefan Wisniewski a Rolf Heißler                      | Hem                  | V září 1977 unesli Hannse-Martina Schleyera, prezidenta Německého svazu zaměstnavatelů (bývalého esesáka, mj. spoluzodpovědného za arizaci protektorátního průmyslu), a požadovali propuštění vězněných členů RAF. Dne 18. října 1977 byl Hanns Martin Schleyer zavražděn. | Hanns Martin Schleyer                          |
| 1978 | Larry Flynt                                                                    | americký vydavatel | Joseph Paul Franklin                                  | Lawrenceville        | Dne 6. března 1978, byli on a jeho místní právník Gene Reeves, Jr. postřeleni odstřelovačem v blízkosti soudní budovy ve městě Lawrenceville, Gwinnett County, stát Georgie, kde se Flynt účastnil soudního přelíčení o obscénnosti. Následkem atentátu zůstal Larry Flynt s trvalým poškozením míchy částečně ochrnutý. Kvůli přetrvávajícím bolestem si vypěstoval závislost na analgetikách, při jednom z řady předávkování si způsobil cévní mozkovou příhodu, od té doby trpí dysartrií. O mnoho let později se k atentátu přiznal neonacistický sériový vrah Joseph Paul Franklin, důvodem měla být fotka mezirasového sexuálního styku publikovaná v Hustleru. | Larry Flynt (2009)                             |
| 1978 | Aldo Moro                                                                      | předseda italské Křesťanskodemokratické strany                                                                                        | Mario Moretti                                         | Řím                  | 9. května 1978 byl zavražděn příslušníkem Rudých brigád poté, co italská vláda odmítla jednat o propuštění zadržených členů Rudých brigád. | Aldo Moro in Gefangenschaft                    |
| 1978 | Georgi Markov                                                                  | bulharský spisovatel a novinář | Francesco Giullino                                    | Londýn               | 7. září 1978 odcházel do redakce BBC. Přišel na zastávku Waterloo Bridge ke skupině lidí. Náhle však ucítil v pravém lýtku štípnutí. Otočil se a spatřil neznámého člověka, který zvedal ze země svůj deštník. V mylném domnění, že ho bodl komár, štípnutí ignoroval a nastoupil do přijíždějícího autobusu. Tu noc se mu však udělalo zle, byl převezen do nemocnice, kde po třech dnech utrpení zemřel. Pitvou bylo zjištěno, že v pravém lýtku byla kovová kulka s 0,34 mm velkými otvory, o níž se předpokládá, že byla umístěna v deštníku, kterým jej neznámý muž bodl. Kulka obsahovala ricin. Předpokládá se že šlo o čin KGB                                |                                                |
| 1978 | Leo Ryan                                                                       | americký kongresman | Larry Layton a další ozbrojenci                       | Port Kaituma, Guyana | Americký kongresman Leo Ryan byl zastřelen spolu se čtyřmi dalšími lidmi na přistávací ploše poblíž osady Jonestown v Guyaně, poté co přijel vyšetřovat aktivity sekty Chrám lidu vedené Jimem Jonesem. Vražda Larryho Laytona vedla Jonese k vydání rozkazu k masové sebevraždě všech členů sekty. |                                                |
| 1978 | George Moscone a Harvey Milk                                                   | zastupitel a starosta San Franciska                                                                                                   | Dan White                                             | San Francisco        | Dne 27. listopadu 1978 byl Harvey Milk společně se starostou Georgem Mosconem zavražděn Danem Whitem, zastupitelem, který krátce předtím rezignoval a znovu žádal funkci zpět | Harvey Milk                                    |
| 1979 | Airey Neave                                                                    | britský politik, stín ministr pro Severní Irsko                                                                                       | Irská národně osvobozenecká armáda                    | Londýn               | 5. břesna 1979 byl Airey Neave vážně zraněn a zemřel později, když mu v automobilu vybuchla časovaná bomba, v parkovišti Westminsterského paláce; k tomuto činu se přihlásila Irská národně osvobozenecká armáda. |                                                |
| 1979 | Louis Francis Albert Victor Nicholas Mountbatten, 1. hrabě Mountbatten z Barmy | britský velkoadmirál | Thomas McMahon                                        | Sligo                | 27. srpna 1979 nastražil Thomas McMahon člen Prozatímní irské republikánské armády bombu na soukromé jachtě hraběte Mountbattena strýce Prince Philipa časovanou bombu. Atentát zabil hraběte Mountbattena, jeho vnuka a ještě další osobu. Atentátník Thomas MacMahon byl odsouzen k doživotnímu vězení. | Mountbatten                                    |
| 1979 | Pak Čong-hui                                                                   | jihokorejský prezident | Kim Čä-gju                                            | Soul                 | Nespokojenost s Pakovou vládou vyvrcholila mohutnými demonstracemi roku 1979, které organizovaly především studenti (tzv. Pu-Ma nepokoje). Na 400 lidí bylo zatčeno, nepokoje však neustávaly, demonstranti začali útočit na policejní stanice i sídla vládnoucí strany. Během vrcholných nepokojů byl Pak zavražděn šéfem tajné služby Kim Čä-gjuem. |                                                |

### Po roce 1980
| Rok  | Oběť                     | Postavení                                          | Pachatel                                                            | Místo                 | Popis | Obrázek                                     |
| ---- | ------------------------ | -------------------------------------------------- | ------------------------------------------------------------------- | --------------------- | --- | ------------------------------------------- |
| 1980 | Óscar Romero             | Arcibiskup ze San Salvadoru                        | Roberto D'Aubuisson a další                                         | San Salvador          | V březnu roku 1980 byl zastřelen, když sloužil mši v kapli nemocnice Boží Prozřetelnosti v San Salvadoru. Během jeho pohřbu, o šest dnů později, vybuchla před katedrálou bomba a odstřelovači rozmístění na střechách okolních domů zastřelili desítky věřících účastnících se obřadu. Jeho smrt byla jedním z aspektů, které roznítily salvadorskou občanskou válku. |                                             |
| 1980 | Walter Rodney            | Guyanský historik a politik                        | Gregory Smith                                                       | Georgetown            | |                                             |
| 1980 | Anastasio Somoza Debayle | bývalý prezident Nikaragui                         | Enrique Haroldo Gorriarán Merlo, Hugo Alfredo Irurzún a další       | Asunción              | 17. září 1980 byl bývalý nikaragujský Anastasio Somoza paraguayském exilu v hlavním městě Asunción zavražděn příslušníky argentinské guerillové organizace Revoluční lidové armády pod vedením Enrique Gorriarána. Vražda byla provedena na objednávku Sandinistů nebo kubánské vlády Fidela Castra. |                                             |
| 1980 | John Lennon              | muzikant                                           | Mark David Chapman                                                  | New York              | Vražda Johna Lennona | Tatort der Ermordung John Lennons           |
| 1981 | Ronald Reagan            | Prezident Spojených států amerických               | John Hinckley                                                       | Washington, D.C.      | Neúspěšný atentát na Ronalda Reagana, 40. prezidenta Spojených států amerických, byl spáchán 30. března 1981 ve Washingtonu. Reagan, který byl v úřadu teprve 69 dnů, byl spolu s třemi dalšími osobami vážně postřelen Johnem Hinckleym. Prezident Reagan sice utrpěl vážný průstřel plicního laloku, avšak díky rychlé lékařské pomoci se poměrně rychle uzdravil. Stal se tak, po Theodoru Rooseveltovi a Franklinu D. Rooseveltovi, v pořadí třetím americkým prezidentem, který přežil atentát provedený střelnou zbraní.                  |                                             |
| 1981 | Heinz Nittel             | vídeňský zastupitel                                | Hesham Mohammed Rajeh                                               | Vídeň                 | 1. května 1981 byl Heinz Nittel, předseda spolku Rakousko-izraelského přátelství a člen Jewish Welcome Service Vienna, zastřelen před svým domem. Pachatelem Iráčan Hesham Mohammed Rajeh příslušník palestinské teroristické Organizace Abú Nidala. | Pamětní deska na vídeňské radnici           |
| 1981 | Heinz-Herbert Karry      | Hesenský ministr hospodářství                      | Příslušník Revoluční buňky                                          | Frankfurt nad Mohanem | | Heinz-Herbert Karry                         |
| 1981 | Jan Pavel II.            | papež                                              | Mehmet Ali Ağca                                                     | Řím                   | Atentát na papeže Jana Pavla II. spáchal dne 13. května 1981 turecký atentátník Mehmet Ali Ağca na Vatikánském Svatopetrském náměstí. Jan Pavel II. byl vážně zraněn, ale přežil. | Johannes Paul II. auf dem Petersplatz       |
| 1981 | Anvar as-Sádát           | Egyptský prezident                                 | Chalid al Islambuli                                                 | Káhira                | Atentát na Anvara as-Sádáta: 6. října 1981 byl Anvar Sádát zavražděn. Stalo se tak v Káhiře během každoročního průvodu, který oslavoval úspěch operace Badr v Jomkipurské válce. Kromě Sádáta bylo zabito dalších jedenáct lidí včetně kubánského ambasadora, ománského generála a biskupa koptské pravoslavné církve. Dalších 28 lidí bylo zraněno včetně viceprezidenta a pozdějšího Sádátova nástupce Husního Mubáraka, irského ministra obrany a čtyř amerických důstojníků. Skupina atentátníků byla vedena poručíkem Chálídem Islambulím. | Anwar as-Sadat                              |
| 1982 | Bašír Džamáíl            | Zvolený prezident Libanonu                         | Habib Tanious Shartouni                                             | Aschrafija            | 14. září 1982 byl zvolený prezident Libanonu Bašír Džamáíl spolu s 25 dalšími osobami zabit při výbuchu bomby v ústředí strany Katáib. Podezření leží na syrské tajné službě. | Bachir Gemayel                              |
| 1983 | Benigno Aquino           | Filipínský senátor                                 | Rogelio Moreno                                                      | Manila                | 21. srpna roku 1983 přistálo jeho letadlo na letišti v Manile. Aquino stačil udělat pouze několik kroků na filipínské půdě, než byl zastřelen. Výstřel směřoval z krátké vzdálenosti do týla jeho hlavy. Aquinova smrt otřásla domácím i světovým veřejným míněním a byla spouštěčem politických změn, které vedly k znovunastolení demokracie na Filipínách | Benigno Aquino, Jr. auf dem 500-Peso-Schein |
| 1983 | Čon Du-hwan              | jihokorejský prezident                             | severokorejští agenti                                               | Rangún                | Při bombovém útoku bylo zabito 21 lidí včetně barmských a jihokorejských státních představitelů. Prezident Čou vyvázl bez zranění. |                                             |
| 1984 | Indira Gándhíová         | indická ministerská předsedkyně                    | Beant Singh a Satwant Singh                                         | Nové Dillí            | 31. října 1984 byla indická ministerská předsedkyně Indira Gándhíová zastřelena příslušníky své Sikhské ochranky Beantem Singhem a Satwantem Singhem. Důvodem k atentátu byla Operace Modrá Hvězda vedená indickou armádou protisikhským separatistům, kteří obsadili Zlatý chrám v Amritsaru. | Indira Gandhi                               |
| 1984 | Margaret Thatcherová     | Premiérka Spojeného království                     | Prozatímní IRA                                                      | Brighton              | 12. listopadu 1984 provedla Prozatímní IRA útok časovanou bombou na Grand Hotel v Brightonu. Výbuch bomby, který nastal ve 2:54 ráno, usmrtil pět lidí a dalších 31 zranil. Margaret Thatcherová vyvázla z útoku nezraněná. | Margaret Thatcher                           |
| 1986 | Olof Palme               | Švédský premiér                                    | neznámý                                                             | Stockholm             | Olof Palme s manželkou, jako obvykle bez ochranky, odcházeli domů z kina večer dne 28. února 1986, když ze tmy vystoupil muž a zastřelil ho. | Olof Palme                                  |
| 1986 | Karl Heinz Beckurts      | Předseda Siemens AG                                | Příslušníci Frakce Rudé armády                                      | Straßlach             | úspěšný bombový útok 9. července 1986 | Beckurtův a Gropplerův pomník               |
| 1986 | Gerold von Braunmühl     | německý diplomat                                   | Příslušníci Frakce Rudé armády (RAF)                                | Bonn                  | Dne 10. října 1986 byl německý diplomat Gerold von Braunmühl zastřelen před svým domem dvěma lidmi, kteří po sobě zanechali v blízkosti místa činu dopis v němž prohlašovali, že pachatelé byli členy RAF. |                                             |
| 1986 | Georges Besse            | francouzský průmyslník                             | Nathalie Ménigon a Joëlle Aubron                                    | Paříž                 | Dne 17. listopadu 1986 byl Nathalie Ménigon a Joëlle Aubron, příslušníky Action Directe zastřelen ředitel společnosti Renault. |                                             |
| 1987 | Rashid Karami            | premiér Libanonu                                   | Samir Geagea a další příslušníci Libanonských sil                   |                       | |                                             |
| 1987 | Thomas Sankara           | prezident Burkiny Faso                             |                                                                     | Ouagadougou           | 15. října 1987 byl Thomas Sankara, prezident Burkiny Faso, spolu se svými 12 spolupracovníky zavražděn při převratu zorganizovaném Blaisem Compaorém. |                                             |
| 1988 | Dulcie September         | Zástupkyně Afrického národního kongresu ve Francii |                                                                     | Paříž                 | | Pamětní deska Dulcie Septemberové, Paris    |
| 1989 | Abdul Rahman Ghassemlou  | Předseda Kurdské demokratické strany Íránu         | Mohammed Jafar Sahraroudi, Hadji Moustafawi a Amir Mansur Bozorgian | Vídeň                 | |                                             |
| 1989 | Alfred Herrhausen        | generální ředitel Deutsche Bank AG                 | Příslušníci Frakce Rudé armády                                      | Bad Homburg           | | Denkmal an der Stelle der Ermordung         |

### Po roce 1990
| Rok  | Oběť                                     | Postavení                                                    | Pachatel                                                        | Místo           | Popis | Obrázek                                                       |
| ---- | ---------------------------------------- | ------------------------------------------------------------ | --------------------------------------------------------------- | --------------- | --- | ------------------------------------------------------------- |
| 1990 | Oskar Lafontaine                         | kandidát na úřad spolkového kancléře SPD                     | Adelheid Streidel                                               | Kolín nad Rýnem | Neúspěšný atentát | Oskar Lafontaine                                              |
| 1990 | Wolfgang Schäuble                        | Spolkový ministr vnitra Německa                              | Dieter Kaufmann                                                 | Oppenau         | Na Schäubleho byl proveden 12. října 1990 atentát, Dieter Kaufmann na něj vypálil tři výstřely. Schäublemu střela poškodila míchu, takže byl až do své smrti v roce 2023 částečně znehybněn a používal invalidní vozík. Zasažen byl také jeho tělesný strážce. Útočníka soud prohlásil za duševně nemocného. | Wolfgang Schäuble                                             |
| 1991 | Detlev Rohwedder                         | Prezident společnosti Treuhandanstalt                        | Člen Frakce Rudé armády                                         | Düsseldorf      | | Detlev Rohwedder                                              |
| 1991 | Rádžív Gándhí                            | bývalý indický premiér                                       | Thenmuli Rajaratnam                                             | Sriperumbudur   | 21. května 1991 přijel Rádžív Gándhí v rámci předvolebního boje do obce Šra Perumpudur, aby zde podpořil místního kandidáta INK. Veden snahou co nejvíce se přiblížit veřejnosti a dodat kampani zdání bezprostřednosti odmítl bezpečnostní opatření. Poté, co ho obklopil dav vítajících, protlačila se k němu atentátnice, která mu předala květiny. Okamžik na to odpálila 700 gramů RDX ukryté pod šaty. Gándhí zahynul spolu s dalšími 17 osobami. | Rajiv Gandhi Gedenkstein                                      |
| 1992 | Jiří Svoboda                             | poslanec KSČM                                                | neznámý                                                         |                 | Přežil pobodání neznámým maskovaným pachatelem. Poté byl zvolen předsedou KSČM. |                                                               |
| 1992 | Sadegh Scharafkandi                      | Předseda Kurdské demokratické strany Íránu                   | Kazem Darabi a Abbas Rhayel                                     | Berlín          | | Pamětní deska obětem berlínského mykonoského atentátu         |
| 1993 | Chris Hani                               | Generální tajemník Komunistické strany Jihoafrické republiky | Janusz Walus                                                    | Boksburg        | |                                                               |
| 1993 | Monika Selešová                          | tenistka                                                     | Günter Parche                                                   | Hamburk         | Během tenisového zápasu násilně napadl a poranil nožem pomatený příznivec Steffi Grafové Guenter Parche. Ona sama tehdy utrpěla nejen poranění, ale i velký psychický šok, ze kterého se již nikdy stoprocentně nevzpamatovala. V celých dosavadních tenisových dějinách šlo o zcela unikátní a ojedinělou násilnou událost. | Monica Seleśová                                               |
| 1993 | Ranasinghe Premadasa                     | Prezident Srí Lanky                                          |                                                                 | Kolombo         | 1. května 1993 byl srílanský prezident Ranasinghe Premadasa na ulici v Kolombu zabit sebevražedným atentátníkem tamilských separatistů. |                                                               |
| 1993 | Helmut Zilk                              | starosta Vídně                                               | Franz Fuchs                                                     | Vídeň           | 5. prosince 1993 byl Helmut Zilk vážně zraněn, když mu v rukou vybuchla dopisová bomba, kterou mu odeslal atentátník Franz Fuchs. V důsledku atentátu ztratil několik prstů na levé ruce. |                                                               |
| 1994 | Luis Donaldo Colosio                     | Prezidentský kandidát Institučně revoluční strana            | Mario Aburto Martínez                                           | Tijuana         | |                                                               |
| 1994 | Juvénal Habyarimana a Cyprien Ntaryamira | Prezidenti Rwandy a Burundi                                  |                                                                 | Kigali          | 6. dubna 1994 bylo poblíž mezinárodního letiště v Kigali sestřeleno soukromé tryskové letadlo Falcon 50, na jehož palubě byl mimo Habyarimany také prezident Burundi Cyprien Ntaryamira a několik dalších významných představitelů obou zemí. Okolnosti atentátu nebyly nikdy objasněny. Představitelé rwandské vlády obvinili z atentátu vůdce RPF Paula Kagameho, ten naopak obvinil několik hutuských představitelů vlády, že chtěli úmyslně vyvolat nepokoje, aby se tak snadněji udrželi u moci. Vyšetřování atentátu vedla později také Francie, která měla v letadle část své posádky. Kagame ji obvinil, že chce pouze zakrýt vlastní spoluvinu na genocidě. | Juvénal Habyarimana                                           |
| 1994 | Andrés Escobar Saldarriaga               | Kolumbijský fotbalista                                       | Humberto Muñoz Castro                                           | Medellín        | Na Mistrovství světa 1994 si v utkání základní skupiny A proti domácímu týmu USA vstřelil v 35. minutě vlastní gól, který přispěl k porážce 1:2. Kolumbie (která měla tehdy silný tým a byla favorizována) nakonec nepostoupila do dalších bojů, skončila na posledním čtvrtém místě skupiny. Krátce po vyřazení byl doma v Medellínu zastřelen na ulici, tato vražda byla dávána do souvislosti s vlastním gólem na mistrovství světa. |                                                               |
| 1995 | Jicchak Rabin                            | izraelský premiér                                            | Jigal Amir                                                      | Tel Aviv        | Atentát na Jicchaka Rabina byl spáchán dne 4. listopadu 1995 v izraelském Tel Avivu ve 21.30 místního času, na konci demonstrace za podporu mírové dohody z Osla. Pachatelem byl Jigal Amir, jemenský Žid a radikální sionista, který se ostře stavěl proti mírové dohodě i proti Rabinovým mírovým iniciativám jako takovým. |                                                               |
| 1999 | Luis Maria Argaña                        | Paraguayský viceprezident                                    | Pablo Vera Esteche, Luis Rojas, Fidencio Vega a Reinaldo Servín | Asunción        | |                                                               |
| 1999 | Wasken Sarkissjan                        | ministerský předseda Arménie                                 | Nairi Hunanjan a další                                          | Jerevan         | | Wasken Sarkissjan auf einer armenischen Erinnerungsbriefmarke |

## 21. století

### Po roce 2000
| Rok  | Oběť                                                                          | Postavení                                         | Pachatel                                         | Místo      | Popis | Obrázek                                      |
| ---- | ----------------------------------------------------------------------------- | ------------------------------------------------- | ------------------------------------------------ | ---------- | --- | -------------------------------------------- |
| 2000 | Željko Ražnatović                                                             | Zakladatel Srbské dobrovolnické gardy             |                                                  | Bělehrad   | |                                              |
| 2001 | Laurent-Désiré Kabila                                                         | Konžský president                                 | Rashidi Mizele                                   | Kinshasa   | | Laurent-Désiré Kabila                        |
| 2001 | Biréndra a Aišvarja                                                           | Nepálský král a královna                          | Korunní princ Dípéndra                           | Káthmándú  | Masakr nepálské královské rodiny | Biréndra, král Nepálu                        |
| 2001 | Ahmad Šáh Masúd                                                               | vůdce Severní aliance                             | Dahmane Abd al-Sattar a Rachid Bouraoui el-Ouaer | Tachár     | Dne 9. září 2001 byl na Masúda spáchán atentát, když dva sebevražední atentátníci vydávající se za marocké novináře odpálili během rozhovoru s ním bombu skrytou v kameře. Masúd utrpěl těžká zranění, na jejichž následky během půlhodiny zemřel. | Grabmal Massouds                             |
| 2001 | Peter Bossard, Monika Hutter-Häfliger, Jean-Paul Flachsmann a 11 dalších lidí | Administrativa a poslanci švýcarského kantonu Zug | Friedrich Leibacher                              | Zug        | Atentát v Zugu | Budova vlády – sídlo kantonové a vládní rady |
| 2002 | Marco Biagi                                                                   | poradce italské vlády                             | Příslušníci Rudé brigády (údajní pachatelé)      | Bologna    | . |                                              |
| 2002 | Pim Fortuyn                                                                   | nizozemský politik                                | Volkert van der Graaf                            | Hilversum  | | Pim Fortuyn                                  |
| 2002 | Jacques Chirac                                                                | prezident Francie                                 | Maxime Brunerie                                  | Paříž      | Neúspěšný atentát | Jacques Chirac                               |
| 2003 | Zoran Đinđić                                                                  | srbský premiér                                    | Zvezdan Jovanović                                | Bělehrad   | Zoran Đinđić byl zastřelen 12. března 2003 na parkovišti před sídlem vlády. K atentátu došlo ve 12 hodin a 23 minut, když Đinđić vcházel do budovy vlády. Z dálky na něj vystřelil najatý ostřelovač a zasáhl Đinđiće do prsou a do žaludku. Politik byl okamžitě převezen do největší bělehradské nemocnice – v bezvědomí a bez hmatatelného pulsu. Pokusili se ho oživovat i operovat, ale bezúspěšně. Policie okamžitě po atentátu hermeticky uzavřela okolí sídla vlády. | Zoran Đinđić                                 |
| 2003 | Muhammad Baqir al-Hakim                                                       | vůdce iráckých ší'itů                             |                                                  | Nadžaf     | |                                              |
| 2003 | Anna Lindhová                                                                 | švédská ministryně zahraničí                      | Mijailo Mijailović                               | Stockholm  | 10. září 2003 byla při nákupu v obchodě Nordiska Kompaniet v centru Stockholmu pobodána neznámým mužem. Kupovala si právě nové boty pro televizní debatu k referendu o přijetí eura, jež se měla odehrát druhý den. Podstoupila sérii zákroků, nicméně v půl šesté ráno 11. září zemřela. | Anna Lindh                                   |
| 2003 | Parvíz Mušaraf                                                                | prezident Pákistánu                               | Amjad Farooqi (osoba v pozadí)                   | Rávalpindí | Neúspěšný atentát | Pervez Musharraf                             |
| 2003 | Romano Prodi                                                                  | prezident EU                                      |                                                  | Bologna    | Dvě trubkové bomby explodovaly před Prodiho rezidencí. Policie z atentátu viní italské anarchisty. | Romano Prodi                                 |
| 2004 | Chen Shui-bian a Lu Hsiu-lien                                                 | Prezident a viceprezidentka Tchaj-wanu            | Chen Yi-hsiung                                   | Tchaj-nan  | Střelba na volebním mítinku Demokratické pokrokové strany | Chen Shui-bian                               |
| 2004 | Mirwais Sadik                                                                 | afghánský ministr pro letectví                    |                                                  | Herát      | |                                              |
| 2004 | Achmat Kadyrov                                                                | Prezident Čečenska                                | Šamil Basajev (Osoba v pozadí)                   | Groznyj    | Zabit bombou ukrytou v tribuně fotbalového stadionu v Grozném. Spolu s ním bylo usmrceno více než 30 dalších lidí. | Achmat Kadyrow                               |
| 2004 | Viktor Juščenko                                                               | Ukrajinský politik                                |                                                  |            | Otravu dioxinem TCDD přežil a následně byl zvolen ukrajinským prezidentem. | Viktor Juščenko                              |
| 2004 | Theo van Gogh                                                                 | Nizozemský režisér a publicista.                  | Mohammed Bouyeri                                 | Amsterdam  | | Theo van Gogh                                |
| 2005 | Rafík Harírí                                                                  | libanonský politik                                |                                                  | Bejrút     | | Rafiq al-Hariri                              |
| 2005 | Lakshman Kadirgamar                                                           | Šrí Lanský ministr zahraničí                      |                                                  | Kolombo    | 12. srpna 2005 byl Lakshman Kadirgamar nedaleko svého domu ve městě Colombo zastřelen odstřelovačem. Pachatele nebylo možné určit. |                                              |
| 2005 | Roger Schütz                                                                  | zakladatel komunity Taizé                         |                                                  | Taizé      | | Frère Roger                                  |
| 2006 | Abú Musab az-Zarkáví                                                          | vůdce irácké Al-Káidy                             | Letectvo Spojených států amerických              |            | |                                              |
| 2006 | Anna Politkovská                                                              | ruská novinářka                                   | Rustam Machmudov                                 | Moskva     | |                                              |
| 2006 | Alexandr Litviněnko                                                           | ruský autor, přeběhlík                            | Andrej Lugovoj (podezřelý)                       | Londýn     | | Hrob Alexandra Litviněnka                    |
| 2007 | François al-Hadsch                                                            | libanonský brigádní generál                       |                                                  | Baabda     | |                                              |
| 2007 | Bénazír Bhuttová                                                              | pákistánská opoziční politička                    |                                                  | Rávalpindí | | Benazir Bhutto                               |
| 2008 | José Ramos-Horta                                                              | prezident Východního Timoru                       | Rebelové vedeni Alfredem Alvesem Reinadem        | Dili       | Neúspěšný atentát | José Ramos-Horta                             |
| 2008 | Ruslan Jamadajev                                                              | čečenský politik                                  | Aslanbek Dadajev a Elimpaša Chazujev             | Moskva     | | Ruslan Jamadajev                             |
| 2009 | Silvio Berlusconi                                                             | italský premiér                                   | Massimo Tartaglia                                | Milán      | Neúspěšný atentát | Silvio Berlusconi                            |

### Po roce 2010
| Rok  | Oběť | Postavení                                                                                                | Pachatel                                                             | Místo                                        | Popis | Obrázek                   |
| ---- | --- | --- | -------------------------------------------------------------------- | -------------------------------------------- | --- | ------------------------- |
| 2011 | Salmán Tásír | Guvernér Paňdžábu                                                                                        | Mumtaz Hussain Qadri                                                 | Islámábád                                    | Pravděpodobně pro svou liberální orientaci byl dne 4. ledna 2011 na tržišti Chósar v Islámábádu zavražděn příslušníkem vlastní ochranky. Vrah Mumtáz Kadrí byl později odsouzen k trestu smrti. | Salman Taseer             |
| 2011 | Gabrielle Giffordsová | americká poslankyně                                                                                      | Jared Lee Loughner                                                   | Casas Adobes                                 | 8. ledna 2011 byla kongresmanka dopoledne na veřejném setkání s voliči v rodném Tucsonu před obchodním střediskem Safeway postřelena do hlavy 22letým útočníkem, který použil zbraň GLOCK ráže 9 mm. Za střelce byl identifikován Jared Lee Loughner. Federální úřady jej další den obvinili ze zabití federálního vládního zaměstnance, za pokus vraždy člena Kongresu a pokus o zabití federálního zaměstnance. Giffordsová utrpěla průstřel hlavy. Počet obětí dosáhl šesti, včetně federálního soudce Johna McCarthyho Rolla a zraněno bylo dalších čtrnáct osob. Po převozu do nemocnice politička podstoupila operaci a její zdravotní stav byl kritický. Obviněný střelec Jared Lee Loughner byl zadržen v cele. V souvislosti s touto událostí nařídil prezident Obama, aby se na místo přesunul ředitel FBI Robert Mueller a koordinoval vyšetřování. | Gabrielle Giffords        |
| 2011 | Šahbáz Bhattí | pákistánský ministr                                                                                      |                                                                      | Islámábád                                    | |                           |
| 2011 | Usáma bin Ládin | zakladatel mezinárodní teroristické sítě al Kajdá                                                        | SEAL Team 6                                                          | Abbottábád                                   | Dne 1. května 2011 východoamerického letního času UTC-4 (2. května pákistánského času UTC+5) oznámil americký prezident Barack Obama v přímém přenosu televizní stanice CNN, že byl bin Ládin zabit týmem zvláštních amerických sil (Navy SEALS) při cílené operaci ve svém v sídle u Abbottábádu, ležícím v blízkosti pákistánské vojenské akademie, asi sto kilometrů severně od pákistánské metropole Islámábádu. Celá přestřelka v rezidenci trvala 40 minut. Při akci, na které spolupracoval tým zvláštních tajných amerických sil, byl Usáma bin Ládin střelen do hlavy a do hrudi. |                           |
| 2012 | Dáud Radžha | syrský ministr obrany                                                                                    |                                                                      | Damašek                                      | Počátek občanské války v Sýrii |                           |
| 2012 | Hassan Sheikh Mohamud | somálský prezident                                                                                       |                                                                      | Mogadišo                                     | | Hassan Sheikh Mohamud     |
| 2012 | Malála Júsufzajová | pákistánská aktivistka za vzdělání žen                                                                   | Atta Ullah Khan                                                      | Mingora                                      | Dne 9. října 2012 přežila útok tálibánského ozbrojence, který ji postřelil do hlavy a do krku, když se autobusem vracela ze školy. Šest dní po hospitalizaci v Pákistánu byla převezena do nemocnice v britském Birminghamu. Prodělala několik náročných operací, mj. rekonstrukci lebky a zákrok, který jí měl pomoci obnovit sluch v levém uchu. Z nemocnice byla propuštěna v únoru 2013. |                           |
| 2012 | Wissam al-Hassan | náčelník libanonské zpravodajské služby                                                                  |                                                                      | Bejrút                                       | |                           |
| 2012 | Jyrki Katainen | finský ministerský předseda                                                                              |                                                                      | Turku                                        | neúspěšný atentát | Jyrki Katainen            |
| 2012 | Ahmad Džabarí | velitel brigády Izz ad-Dína al-Kassáma                                                                   |                                                                      | Gaza                                         | Džabarí byl zabit 14. listopadu 2012 při izraelském leteckém útoku, který byl proveden ve spolupráci izraelského letectva a zpravodajské služby Šin bet. Atentát na jeho osobu byl jednou ze součástí izraelské ofenzivy (operace Pilíř obrany) proti teroristickým hnutím v Pásmu Gazy, která v předchozích dnech a týdnech ostřelovala jih Izraele raketami. |                           |
| 2012 | Asadullah Chalid | náčelník afghánské zpravodajské služby                                                                   |                                                                      | Kábul                                        | | Asadullah Chalid          |
| 2013 | Sakine Cansızová, Fidan Dogan a Leyla Söylemez | kurdské vlastenky                                                                                        |                                                                      | Paříž                                        | |                           |
| 2013 | Abdi Farah Shirdon Saaid | somálský ministerský předseda                                                                            |                                                                      | Mogadišo                                     | Neúspěšný útok aš-Šabáb |                           |
| 2013 | Lars Hedegaard | dánský karikaturista                                                                                     |                                                                      | Kodaň                                        | Kauza karikatur proroka Mohameda (neúspěšný pokus) |                           |
| 2013 | Chokri Belaïd | Tuniský opoziční politik                                                                                 |                                                                      | Tunis                                        | | Chokri Belaïd             |
| 2013 | Muhammad al-Megarif | předseda libyjského parlamentu                                                                           |                                                                      | Tripolis                                     | | Mohamed Yusuf al Magariaf |
| 2013 | Khalif Ahmed Erig | somálský šéf bezpešnosti                                                                                 |                                                                      | Mogadišo                                     | Úspěšný útok aš-Šabáb |                           |
| 2013 | Vaíl Halkí | syrský ministerský předseda                                                                              |                                                                      | Damašek                                      | V srpnu 2013 přežil Halkí atentát. V blízkosti vládního konvoje tehdy vybuchla bomba nastražená v autě, kterou útočníci odpálili na dálku. Halkí vyvázl nezraněn, několik lidí však přišlo o život. |                           |
| 2013 | Nand Kumar Patel | politik Indického národního kongresu                                                                     |                                                                      | Čhattísgarh                                  | Zabit Naxality, indickými maoistickými povstalci. |                           |
| 2013 | Lee Rigby | britský voják                                                                                            | Michael Adebolajo a Michael Adebowale                                | Greenwich, Londýn                            | Vražda Lee Rigbyho |                           |
| 2013 | Mohamed Brahmi | tuniský opoziční politik                                                                                 |                                                                      | Ariana                                       | |                           |
| 2014 | Pavel Gubarev | lidový komisař Doněcké lidové republiky                                                                  |                                                                      |                                              | |                           |
| 2015 | Stéphane Charbonnier, Jean Cabut, Georges Wolinski a Bernard Verlhac | karikaturisté týdeníku Charlie Hebdo                                                                     | Said Kouachi a Chérif Kouachi halasící se k jemenské Al Kajdě        | Paříž                                        | Útok na redakci časopisu Charlie Hebdo |                           |
| 2015 | Kásem Sulejmání | Vrchní velitel jednotek Quds                                                                             | Islámský stát                                                        | Samarra                                      | Sulejmání byl vážně zraněn při koordinovaném sebevražedném útoku. |                           |
| 2015 | Lars Vilks | dánský karikaturista                                                                                     | Omar Abdel Hamid El-Hussein, člen organizace Islámský stát           | Kodaň                                        | Střelba na přednášce autora psí karikatury proroka Mohameda Larse Vilkse. Jedna osoba byla zabita. Samotný Vilks vyvázl bez zranění. Pachatel uprchl a později zahájil palbu před kodaňskou synagogou o čtyři hodiny později byl zlikvidován dánskou policii. | Lars Vilks                |
| 2015 | Avijit Roy | americko-bangladéšský bloger                                                                             |                                                                      | Dháka                                        | Neznámí útočníci napadli známého ateistického blogera a jeho ženu sekáčky na maso. Avijit Roy byl zabita a jeho žena vážně zraněna. Útok vyvolal tisícové demonstrace požadující dopadení a potrestání pachatelů. |                           |
| 2015 | Boris Němcov | ruský opoziční politik                                                                                   | Zaur Dadajev                                                         | Moskva                                       | 27. února 2015 byl Boris Němcov v centru Moskvy čtyřikrát střelen neznámým střelcem, načež na následky zranění zemřel. | Boris Němcov, 2013        |
| 2015 | Umarali Kuvatov | vůdce tádžické opozice                                                                                   |                                                                      | Istanbul                                     | 6. března byl Umarali Kuvatov, vůdce tádžické opozice střelen neznámým střelcem, načež na následky zranění zemřel. |                           |
| 2015 | Šajch Hasína Vadžídová | premiérka Bangladéše                                                                                     |                                                                      | Dháka                                        | Série bomb explodovala na Karwan Bazaru deset minut poté, co kolona premiérky projela oblastí. Jeden policista byl při útoku lehce zraněn. | Šejch Hasína              |
| 2015 | Oleh Kalašnikov | člen Strany regionů                                                                                      |                                                                      | Kyjev                                        | Zastřelen neznámými útočníky. |                           |
| 2015 | Oles Buzyna | ukrajinský proruský novinář                                                                              |                                                                      | Kyjev                                        | Zastřelen neznámými útočníky. | Oles Buzyna               |
| 2015 | Gerard 'Jock' Davison | bývalý velitel Prozatímní IRA, komunitní pracovník                                                       |                                                                      | Belfast                                      | Zastřelen neznámými útočníky. |                           |
| 2015 | Ananta Bidžoj Das | bangladéšský sekulární blogger                                                                           |                                                                      | Silét                                        | Rozsekán mačetami neznámými útočníky. |                           |
| 2015 | Zedi Feruzi | vůdce burundské opozice                                                                                  |                                                                      | Bujumbura                                    | Zastřelen neznáními ozbrojenci. |                           |
| 2015 | Alexej Mozgovoj | vojenský velitel proruské brigády Přízrak                                                                |                                                                      | Alčevsk                                      | Při bombovém útoku a následné střelbě bylo zabito sedm lidí včetně Alexeje Mozgovoje. |                           |
| 2015 | Clementa Pinckney, Cynthia Marie Graham Hurd, Susie Jackson, Ethel Lee Lance, Depayne Middleton-Docto, Tywanza Sanders, Daniel Simmons, Sharonda Coleman-Singleton, Myra Thompson | Demokratický senátor státu Jižní Karolína, pastor Africké metodistické episkopální církve v Charlestonu. | Dylann Roof                                                          | Charleston                                   | Zavražděn bělošským extrémistou během večerního studia Bible spolu s osmi členy své církve. (podrobně střelba v Charlestonu) |                           |
| 2015 | Hišám Barakát | egyptský generální prokurátor                                                                            |                                                                      | Káhira                                       | Zemřel na následky bombového útoku. |                           |
| 2015 | Adolphe Nshimirimana | burundský generál                                                                                        |                                                                      | Bujumbura                                    | Přepadení generálova auta střelbou z automatických zbraní a RPG. |                           |
| 2015 | Henriette Rekerová | kandidátka na starostku Kolína nad Rýnem                                                                 |                                                                      | Kolín nad Rýnem                              | 17. října 2015 byla německá politička Henriette Reker napadena útočníkem vyzbrojeným mačetou. Motivem útoku byla podle pachatele proimigrační politika CDU. | Henriette Rekerová        |
| 2016 | Berta Cáceresová | Vůdkyně honduraského domorodého hnutí a environmentální aktivistka, nositelka Goldmanovy ceny            | skupina neznámých mužů                                               | La Esperanza                                 | Environmentální aktivistka Berta Cáceresová, držitelka mezinárodní Goldman Environmental Prize, vedla protesty proti výstavbě přehrady na řece Gualcarque. Byla zavražděna skupinou ozbrojenců ve svém domě 3. března 2016. |                           |
| 2016 | Rezaul Karim Siddique | profesor anglického jazyka na Rádžašáhské univerzitě                                                     | dva příslušníci Islámského státu                                     | Rádžašáhí                                    | Univerzitní profesor byl rozsekán mačetami dvou útočníků. K útoku se přihlásila organizace Islámský stát a jako důvod útoku uvedla „propagaci ateismu“. |                           |
| 2016 | Christina Grimmie | americká zpěvačka                                                                                        | Kevin James Loibl                                                    | Orlando, Florida                             | Christina Grimmie byla zastřelena 10. června 2016 při rozdávání autogramů ve floridském městě Orlando. |                           |
| 2016 | Jean-Baptiste Salvaing a Jessica Schneider | francouzští policisté                                                                                    | Larossi Abballa, příslušník Islámského státu                         | Magnanville, Île-de-France                   | Muž hlásící se k takzvanému Islámskému státu (IS) ubodal 14. června 2016 ve městě Magnanville francouzského policistu v civilu a zabil i jeho ženu. Podle agentury AFP byl dříve odsouzen za verbování džihádistů. |                           |
| 2016 | Jo Coxová | britská labouristická poslankyně                                                                         | Tommy Mair                                                           | Birstall, West Yorkshire                     | Dne 16. června 2016 byla několikrát pobodána a postřelena během polední přestávky ve městě Birstall v hrabství West Yorkshire, kde se zúčastnila pravidelného setkání se svými voliči. Devastujícím zraněním podlehla po převozu do nemocnice. Podezřelý 52letý Tommy Mair byl zatčen. Dle prvních zpráv útočník vykřikoval během útoku „Britain First“, což je název britské ultra-pravicové politické strany a taky heslo britských nacionalistů. Během útoku byl zraněn i další muž, který se snažil útočníka zastavit. |                           |
| 2016 | Pavel Grigorjevič Šeremet | ukrajinský novinář                                                                                       | neznámý                                                              | Kyjev, Ukrajina                              | Pavel Grigorjevič Šereme byl zavražděn 20. července 2016 bombou nastraženou do auta jeho kolegyně Oleny Prytulové, když jím sám jel po Kyjevě. |                           |
| 2016 | Jacques Hamel | římskokatolický kněz                                                                                     | Adel Kermiche a Abdel Malik Petitjean, sympatizanti Islámského státu | Saint-Étienne-du-Rouvray, Normandie, Francie | 26. července 2016 sloužil Jacques Hamel mši v kostele sv. Štěpána v Saint-Étienne-du-Rouvray, jakožto kněz-penzista zastupoval nepřítomného místního faráře Auguste Moanda-Phuatiho. Do kostela vtrhli dva radikální muslimové, Adel Kermiche a Abdel Malik Petitjean, zajali šestičlennou skupinu věřících včetně několika řeholnic a 86letého Hamela zavraždili. Policie útočníky zastřelila. K útoku se přihlásil Islámský stát. |                           |
| 2016 | John Boreland | předák polovojenského Ulsterského obranného sdružení                                                     | neznámý                                                              | Belfast, Severní Irsko                       | 8. srpna 2016 zastřelili neznámí pachatelé v Belfastu, Johna Borelanda, jednoho z předních představitelů severoirské protestantské polovojenské skupiny Sdružení na obranu Ulsteru. |                           |
| 2016 | Nahid Hattar | jordánský karikaturista                                                                                  | Riad Abdullah (zadržen)                                              | Ammán, Jordánsko                             | Zastřelen poblíž soudní budovy, kde byl souzen za urážku Boha. |                           |
| 2016 | Arsen Pavlov (Motorola) | velitel povstaleckých sil na Donbase                                                                     |                                                                      | Doněck, Ukrajina                             | Pavlov byl terčem několika atentátů. 16. října 2016, během nedělního večera, vybuchla ve výtahu v pečlivě střeženém domě, kde Pavlov žil, nastražená bomba, která usmrtila jeho a zřejmě i jeho osobního strážce. O pachatelích atentátu spekulovali politici a média z Ukrajiny, samozvané Doněcké lidové republiky i z Ruska. |                           |
| 2016 | Andrej Karlov | ruský velvyslanec v Turecku                                                                              | Mevlüt Mert Altınta                                                  | Ankara, Turecko                              | Andrej Genaďjevič Karlov byl zastřelen tureckým policistou na vernisáži umělelckých děl v Ankaře. Pravděpodobně se policista mstil za situaci v syrském Halabu. Policista v té době nebyl ve službě. |                           |
| 2017 | Isidro Baldenegro López | mexický environmentální aktivista, nositel Goldmanovy ceny                                               | neznámý                                                              | Tarahumara, Chihuahua, Mexiko                | Isidro Baldenegro López známý svou kampaní proti ilegální těžbě dřeva byl zastřelen v domě svých příbuzných 15. ledna 2017. |                           |
| 2017 | Ko Ni | právník a poradce Aun Schan Su Ťij                                                                       | Kyi Lin                                                              | Rangún, Myanmar                              | Přední barmský právník a poradce šéfky vládnoucí strany Aun Schan Su Ťij byl zastřelen na letišti v barmském největším městě Rangúnu. Právník Ko Ni byl jedním z mála vlivných muslimů v Barmě, kde dominují buddhisté. Pachatel byl zadržen. |                           |
| 2017 | Oleg Anaščenko | vrchní vojenský velitel Luhanské lidové republiky                                                        | neznámý                                                              | Luhansk, Ukrajina                            | Oleg Anaščenko byl zabit při výbuchu automobilu v Luhansku. |                           |
| 2017 | Michail Tolstych (Givi) | vojenský velitel Doněcké lidové republiky                                                                | neznámý                                                              | Doněck, Ukrajina                             | 8. února 2017 byl povstalecký velitel Michail Tolstych zabit výbuchem nastražené nálože. |                           |
| 2017 | Kim Čong-nam | nevlastní bratr Kim Čong-una                                                                             | severokorejské agentky                                               | Mezinárodní letiště Kuala Lumpur, Malajsie   | 13. února 2017 byl Kim Čong-nam zavražděn otrávenou jehlou na letišti v Kuala Lumpuru. Z vraždy jsou podezřelé dvě ženy, které po činu odjely z letiště taxíkem a jsou na útěku. Předpokládá se, že šlo o agentky severokorejské tajné služby. |                           |
| 2017 | Denis Voroněnkov | bývalý ruský poslanec                                                                                    | Pavel Paršov                                                         | Kyjev, Ukrajina                              | Dne 23. března 2017 byl Voroněnkov zastřelen 27letým Ukrajincem Pavlem Paršovem, když mířil na schůzku s bývalým ruským poslancem Iljou Ponomarjovem. Voroněnkův bodyguard útočníka při přestřelce postřelil, muž na následky zranění ještě téhož dne zemřel. |                           |
| 2017 | Steve Scalise | americký kongresman                                                                                      | James T. Hodgkinson                                                  | Alexandria, Virginie, USA                    | Americký kongresman Steve Scalise byl postřelen útočníkem během tréninku republikánského baseballového týmu před čtvrtečním zápasem s demokraty. Scalis byl při útoku postřelen do boku, kromě něj byli postřeleni dva policisté, dva asistenti a lobbista. Útočník James T. Hodgkinson byl zneškodněn policii a po převozu do nemocnice zemřel. Hodgkinsonův facebookový profil svědčí o politické motivaci útoku. | Steve Scalise             |
| 2017 | Maksym Šapoval | velitel ukrajinské vojenské rozvědky                                                                     |                                                                      | Kyjev, Ukrajina                              | Při výbuchu bomby nastražené v autě zemřel v Kyjevě jeden z velitelů ukrajinské vojenské rozvědky. Ministerstvo vnitra akt označilo za teroristický čin. |                           |
| 2017 | Gauri Lankesh | indická novinářka                                                                                        |                                                                      | Bengalúru, Indie                             | Kritička hinduistického nacionalismu byla nalezena s prostřelenou hlavou ve svém domě ve městě Bengalúru. |                           |
| 2017 | Daphne Caruana Galizia | maltská novinářka a blogerka                                                                             |                                                                      | Bidnija, Mosta, Malta                        | Při výbuchu bomby nastražené v autě byla zabita maltská novinářka a blogerka Daphne Caruana Galizia. Galizia obviňovala vládu stávajícího premiéra Josepha Muscata z korupce spojené s kauzou Panama Papers. |                           |
| 2018 | Oliver Ivanović | představitel kosovských Srbů                                                                             |                                                                      | Kosovska Mitrovica, Kosovo                   | Oliver Ivanovič byl zastřelen z jedoucího auta značky Opel Astra před svou kanceláří v Kosovské Mitrovici. |                           |
| 2018 | Ján Kuciak | slovenský novinář                                                                                        |                                                                      | Veľká Mača, Slovensko                        | Ján Kuciak bydlel v obci Veľká Mača nedaleko Trnavy s partnerkou Martinou Kušnírovou, s níž byl zasnouben a chystali svatbu. Někdy mezi čtvrtkem 22. února a nedělí 25. února 2018 byl ve věku 27 let ve svém domě i s partnerkou zavražděn střelnou zbraní. |                           |
| 2018 | Sergej Skripal, Julija Skripalová | bývalý ruský špion                                                                                       |                                                                      | Salisbury, Anglie, Spojené království        | Bývalý ruský agent Sergej Skripal byl spolu se svou dcerou otráven nervově paralytickou látkou, útok však přežili. Britská vláda následně obvinila Rusko. |                           |
| 2018 | Ramí Hamdalláh | palestinský premiér                                                                                      |                                                                      | Bajt Hanún, Pásmo Gazy                       | Konvoj palestinského premiéra Ramího Hamdalláha zasáhl poblíž hraničního přechodu Bajt Hanún v Pásmu Gazy výbuch, který zranil sedm lidí. |                           |
| 2018 | Marielle Franco | brazilská politička                                                                                      |                                                                      | Rio de Janeiro, Brazil                       | Brazilská politička, kritička policejní brutality a mimosoudních poprav byla zastřelena z jedoucího automobilu 15. března 2018. |                           |
| 2018 | Alexandr Zacharčenko | vůdce samozvané Doněcké lidové republiky                                                                 |                                                                      | Doněck, Ukrajina                             | 31. srpna 2018 byl při explozi nálože v kavárně Separ zabit Alexandr Zacharčenko, vůdce samozvané Doněcké lidové republiky. Při výbuchu byl údajně zraněn také ministr financí Alexandr Timofejev. |                           |
| 2019 | Paweł Adamowicz | primátor města Gdaňsk                                                                                    |                                                                      | Gdaňsk, Polsko                               | Primátor města Gdaňsk, Paweł Adamowicz, byl pobodán na charitativním koncertě v Gaňsku 13. ledna 2019. Zemřel o den později na následky útoku. |                           |
| 2019 | Walter Lübcke | místní politik, člen CDU                                                                                 | Stephan Ernst,                                                       | Wolfhagen, zemský okres Kassel, Německo      | Okresní prezident Walter Lübcke byl 2. června zastřelen před svým domem krajně pravicovým extrémistou Stephanem Ernstem. |                           |
| 2019 | Hevrin Chalafová | kurdská politička                                                                                        | Svobodná syrská armáda                                               | Tell Abyad, Sýrie                            | Kurdská politička Hevrin Chalafová, generální tajemnice strany Budoucnost Sýrie, byla spolu s dalšími civilisty zavražděna Tureckem podporovanými povstalci během bojů v severovýchodní Sýrii. |                           |

### Po roce 2020
| Rok  | Oběť                           | Postavení                                                                         | Pachatel                                                        | Místo                                   | Popis | Obrázek |
| ---- | ------------------------------ | --------------------------------------------------------------------------------- | --------------------------------------------------------------- | --------------------------------------- | --- | ------- |
| 2020 | Kásim Sulejmání                | velitelem speciálních jednotek Quds íránských revolučních gard                    | USAF                                                            | Bagdád, Irák                            | Americké ozbrojené síly zaútočily na konvoj proíránských milic nedaleko Mezinárodního letiště Bagdádu. Při útoku byl zabit íránský generál Kásim Sulejmání, velitel Jednotek Quds a velitel iráckých Lidových mobilizačních sil Abú Mahdí Muhandis. |         |
| 2024 | Alexej Navalnyj                | ruský právník a politický aktivista                                               | Konstantin Kudryavtsev, Agent FSB, Vladimir Putin, objednávatel | Rusko                                   | Dne 20. srpna 2020 muselo kvůli zdravotnímu stavu Navalného nouzově přistát letadlo, kterým cestoval z Tomsku do Moskvy. Podle své mluvčí Kiry Jarmyšové byl otráven; byl v bezvědomí a byl převezen na jednotku intenzivní péče v Omsku. Tam mu lékaři zachránili život rychlým podáním atropinu. |         |
| 2020 | Mohsen Fachrízádeh             | íránský jaderný fyzik, vysokoškolský pedagog a příslušník Íránské revoluční gardy | neznámý                                                         | Ábsard, Tehrnáská provincie, Írán       | 27. listopadu byl ve městě Ábsard nedaleko Teheránu byl Fachrízádeh se svými strážci postřelen, se zraněními byl převezen do nemocnice, kde svým zraněním podlehl. |         |
| 2021 | Peter de Vries                 | nizozemský investigativní novinář                                                 |                                                                 | Amsterdam                               | Dne 6. července 2021 byl de Vries v centru Amsterodamu postřelen, jedna z kulek ho zasáhla do hlavy. Po devíti dnech v nemocnici zemřel. |         |
| 2021 | Jovenel Moïse                  | prezident Haiti                                                                   | neznámý                                                         | Port-au-Prince                          | Dne 7. července 2021 byl zastřelen komandem neznámých útočníků ve svém soukromém sídle v Port-au-Prince. |         |
| 2021 | David Amess                    | britský konzervativní poslanec                                                    | vyšetřování probíhá                                             | Leigh-on-Sea, Essex, Spojené království | Dne 15. října 2021 byl poslanec David Amess ubodán během setkání s voliči v metodistickém kostele v Leigh-on-Sea. Jako podezřelý byl zadržen 25letý britský občan somálského původu Ali Harbi Ali. |         |
| 2022 | Šinzó Abe                      | bývalý japonský premiér                                                           | Tecuja Jamagami                                                 | Nara, Japonsko                          | Atentát na Šinzóa Abeho se odehrál 8. července 2022. Bývalý premiér Japonska byl zastřelen a zabit při přednášení projevu kampaně ve městě Nara, přibližně v 11:30 JST (UTC+9). Byl těžce zraněn, nejevil žádné vitální známky a měl kardiopulmonální zástavu. Japonská státní média zhruba o pět hodin později informovala, že zemřel v nemocnici v 17:03 JST. |         |
| 2022 | Ajman az-Zaváhirí              | vůdce a ideolog teroristické organizace Al-Káida                                  | CIA                                                             | Kábul, Afghánistán                      | Ajman az-Zaváhirí byl zabit ve svých 71 letech útočným dronem v rámci operace americké zpravodajské služby CIA. Podle amerického vyjádření se předtím přestěhoval do centra afghánského hlavního města Kábulu, načež byla někdy v roce 2022 vypátrána jeho přesná poloha. K útoku pak došlo 31. července téhož roku v 06:18 místního času (03:48 SELČ). Při operaci měly být na Zaváhirího stojícího na balkóně odpáleny dvě řízené střely Hellfire R9X. Nezahynul nikdo další z jeho rodiny ani žádní civilisté. |         |
| 2022 | Salman Rushdie                 | britskoindický spisovatel                                                         | Hadi Matar (podezřelý)                                          | Chautauqua, New York, USA               | Britskoindický spisovatel Salman Rushdie byl pobodán během přednášky ve městě Chautauqua v americkém státě New York. |         |
| 2022 | Darja Duginová                 | ruská novinářka a propagandistka                                                  |                                                                 | Bolšije Vjazjomy, Moskva, Rusko         | Darja Duginová byla zabita 20. srpna 2022 na moskevském předměstí Bolšije Vjazjomy, když explodovalo auto, ve kterém jela při návratu z kulturní akce „Tradice“. Cílem útoku mohl být její otec Alexandr Dugin, ale ten na poslední chvíli změnil svoje plány a v autě nebyl. |         |
| 2022 | Cristina Fernández de Kirchner | argentinská viceprezidentka, bývalá prezidentka                                   | Fernando Andrés Sabag Montiel (podezřelý)                       | Buenos Aires, Argentina                 | Dne 1. září 2022 v podvečer byl na Cristinu Kirchner spáchán pokus o atentát. K činu došlo před jejím bydlištěm ve čtvrti Recoleta v Buenos Aires. Zadrženým pachatelem je Fernando Andrés Sabag Montiel, Brazilec ve věku 35 let, s dlouhodobým pobytem v Argentinské republice. Motivy zadrženého a okolnosti jeho činu jsou předmětem vyšetřování Federální policie a soudkyně Maríe Eugenie Capuchettiové. |         |
| 2022 | Nancy Pelosiová                | předsedkyně americké Sněmovny reprezentantů                                       | David DePape                                                    | San Francisco, Kalifornie               | Útočník ozbrojený kladivem vnikl do domu Nancy Pelosivé. V domě napadl Paula Pelosiho, manžela političky a byl zpacifikován po příjezdu policie. |         |
| 2023 | Vladlen Tatarskij              | ruský vojenský bloger                                                             | Darja Trepovová (podezřelá)                                     | Petrohrad, Rusko                        | Dne 2. dubna 2023 došlo k bombovému útoku v kavárně Street Food Bar №1 na Univerzitním nábřeží v Petrohradě. Na následky výbuchu zemřel ruský vojenský bloger a propagandista Vladlen Tatarskij. Ruské bezpečnostní složky ráno 3. dubna zadržely Darju Trepovovou (*1997). |         |
| 2023 | Stanislav Ržickij              | velitel ruské ponorky K-148 Krasnodar                                             | neznámý                                                         | Krasnodar, Rusko                        | Neznámý útočník zastřelil dne 10. června 2023 v parku ve městě Krasnodar zastřelen bývalý velitel ruské ponorky Krasnodar Stanislav Ržickij. |         |
| 2023 | Fernando Villavicencio         | ekvádorský prezidentský kandidát                                                  |                                                                 | Quito, Ekvádor                          | Fernando Villavicencio, kandidát na ekvádorského prezidenta, byl 9. srpna 2023 zastřelen během kampaně v hlavním městě Quito. |         |
| 2024 | Robert Fico                    | slovenský premiér                                                                 | Juraj Cintula                                                   | Handlová, Slovensko                     | Robert Fico byl postřelen po jednání slovenské vlády ve městě Handlová v Trenčínském kraji. |         |
| 2024 | Donald Trump                   | bývalý americký prezident a kandidát v prezidentských volbách 2024                | Thomas Matthew Crooks                                           | Butler, Pensylvánie                     | Donald Trump byl postřelen během setkání s voliči ve městě Butler v Pensylvánii. Trump přežil, ovšem při incidentu byl zastřelen útočník a jeden z náhodných návštěvníků akce. |         |
| 2024 | Iryna Farionová                | ukrajinská lingvistka a politička                                                 | neznámý                                                         | Lvov, Ukrajina                          | Farionovou střelil 19. července 2024 neznámý útočník před vchodem do jejího bytu v Masarykově ulici ve Lvově. Po převozu do nemocnice zemřela na jednotce intenzivní péče. |         |
| 2024 | Ismáíl Haníja                  | palestinský politik a předseda Hamásu                                             | Izraelské vojenské letectvo                                     | Teherán, Írán                           | Ismáíl Haníja byl zabit řízenou střelou v Teheránu v Íránu po slavnostní inauguraci nového íránského prezidenta Masúda Pezeškjána. Spolu s Haníjou byl zabit také jeho osobní strážce. |         |
| 2024 | Donald Trump                   | bývalý americký prezident a kandidát v prezidentských volbách 2024                | Ryan Wesley Routh                                               | West Palm Beach, Florida                | 15. srpna 2024 padesátiosmiletý muž byl zatčen poté, co Tajná služba odvrátila incident vyšetřovaný jako pokus o atentát. |         |
| 2024 | Hasan Nasralláh                | libanonský duchovní a generální tajemník Hizballáhu                               | Izraelské vojenské letectvo                                     | Bejrút, Libanon                         | Nasralláh byl zabit 27. září 2024 při cíleném náletu na bejrútské předměstí Dahíja. |         |
| 2024 | Hášim Safí ad-Dín              | libanonský duchovní a předseda výkonné rady Hizballáhu                            | Izraelské vojenské letectvo                                     | Bejrút, Libanon                         | 3. října 2024 Izrael provedl nálet na podzemní bunkr na bejrútském předměstí Dahíja. 22. října byla Izraelskými obrannými silami potvrzena jeho smrt a zároveň bylo uvedeno, že bylo nalezeno jeho tělo. |         |
| 2024 | Igor Kirillov                  | ruský generál                                                                     | Služba bezpečnosti Ukrajiny                                     | Moskva, Rusko                           | 17. prosince 2024 byl Kirillov zabit po explozi výbušného zařízení umístěného na elektrokoloběžce. |         |
| 2025 | Salván Múmika                  | irácký ateista a antiislámský aktivista                                           | neznámý                                                         | Södertälje, Švédsko                     | 29. ledna 2025 byl Múmika zastřelen neznámými útočníky v jeho bytě v Södertälje během živého přenosu na TikTok. |         |
| 2025 | Hasan Šejk Mohamúd             | somálský prezident                                                                | Aš-Šabáb                                                        | Mogadišo, Somálsko                      | 18. března 2025 se somálský prezident Hasan Šejk Mohamúd stal terčem bombového útoku teroristické skupiny Aš-Šabáb. |         |
| 2025 | Melissa Hortmanová             | americká právnička a politička                                                    | Vance Boelter                                                   | Brooklyn Park, Minnesota                | 14. června 2025 byla Hortmanová a její manžel zavražděni ve svém domě v Brooklyn Parku. Podezřelý byl identifikován jako 57letý Vance Boelter, který se téhož dne údajně pokusil zastřelit i minnesotského senátora Johna Hoffmana. |         |